# Toiture végétale
Ne doit pas être confondu avec Jardin de toiture.

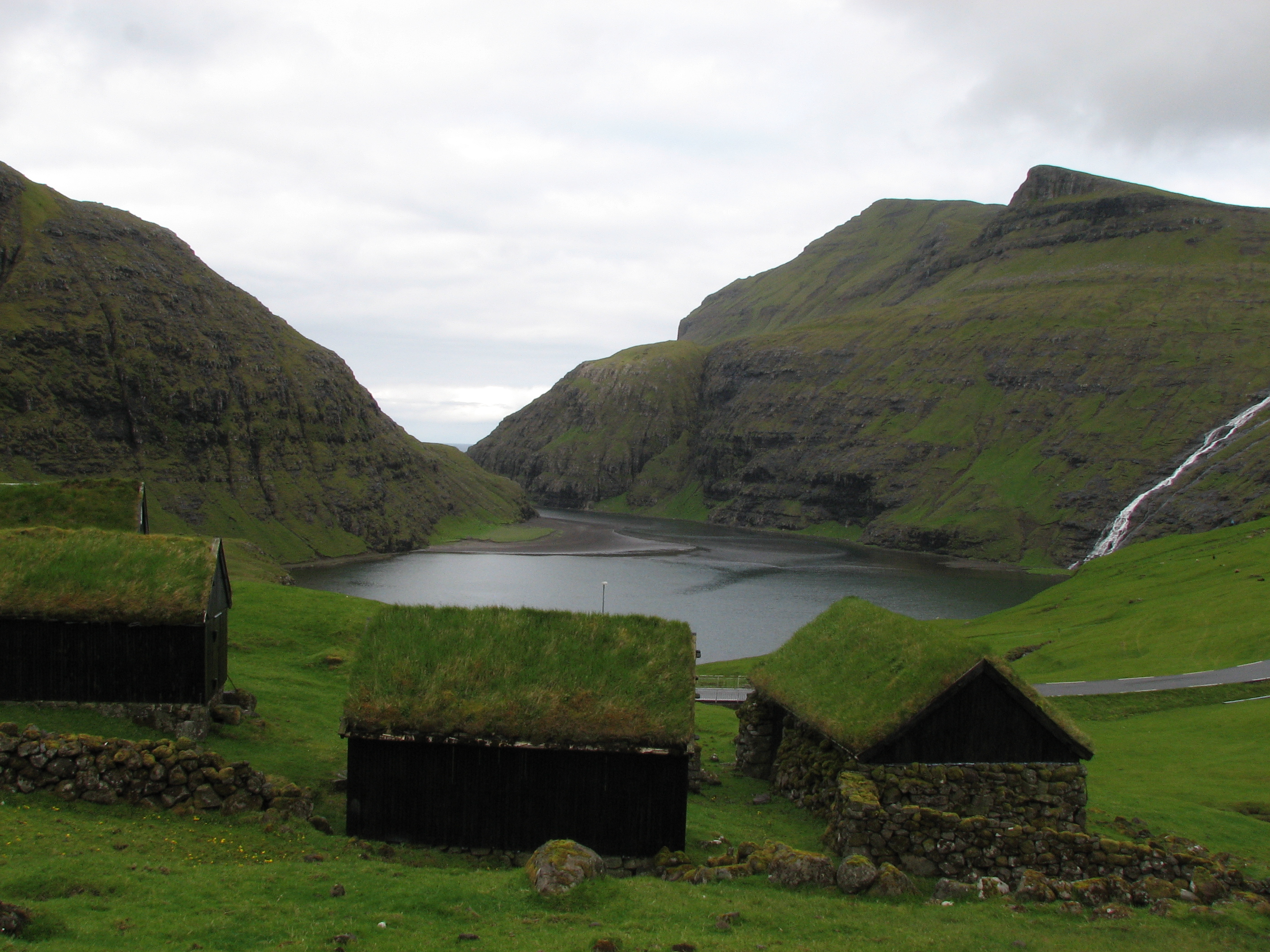
Ancien village viking des îles Féroé en mer de Norvège.

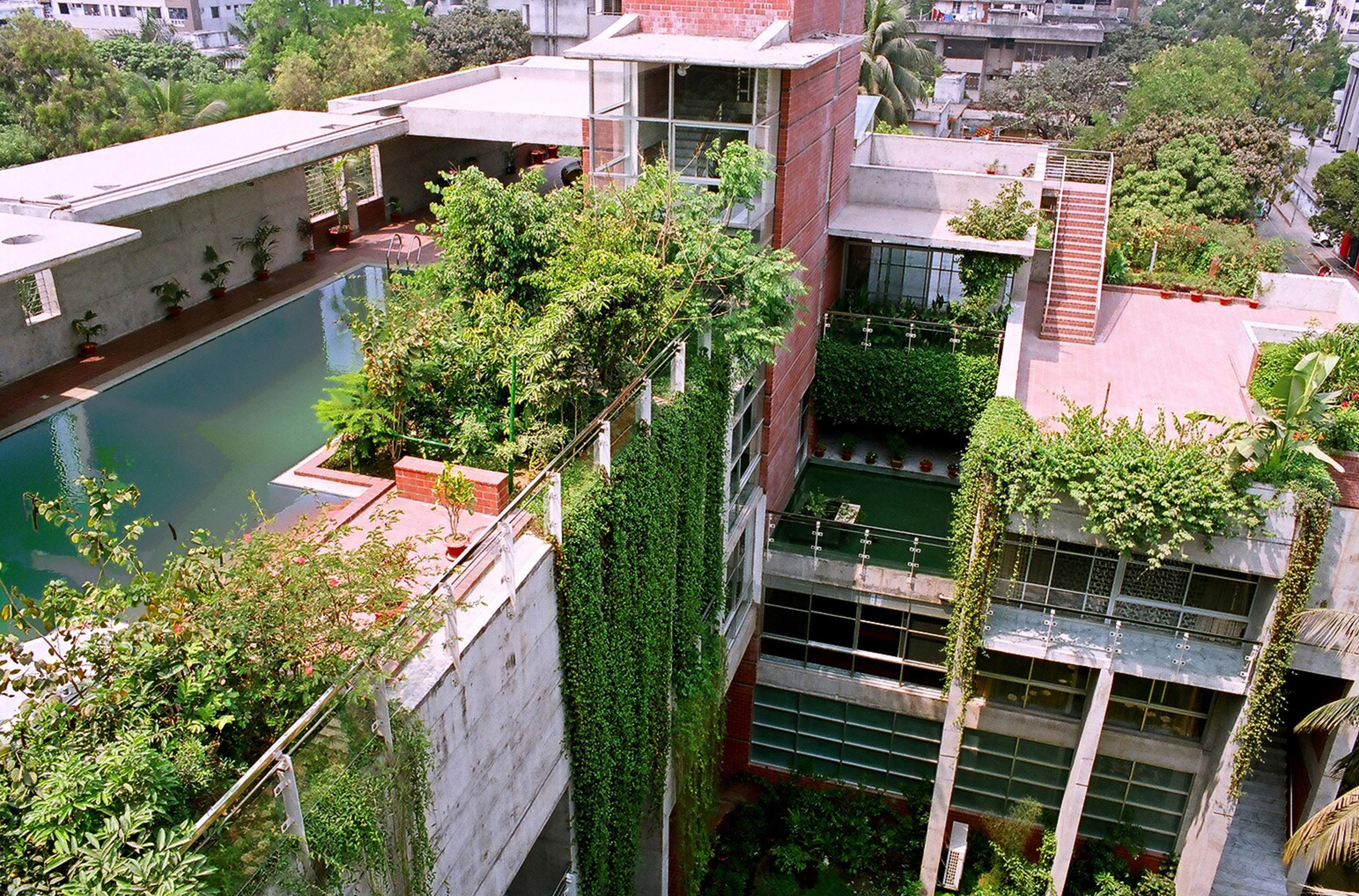
Penthouse appartement au Bangladesh.

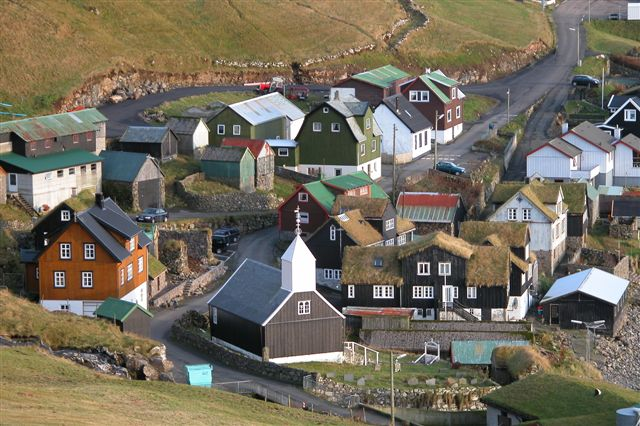
Bøur, aux îles Féroé.

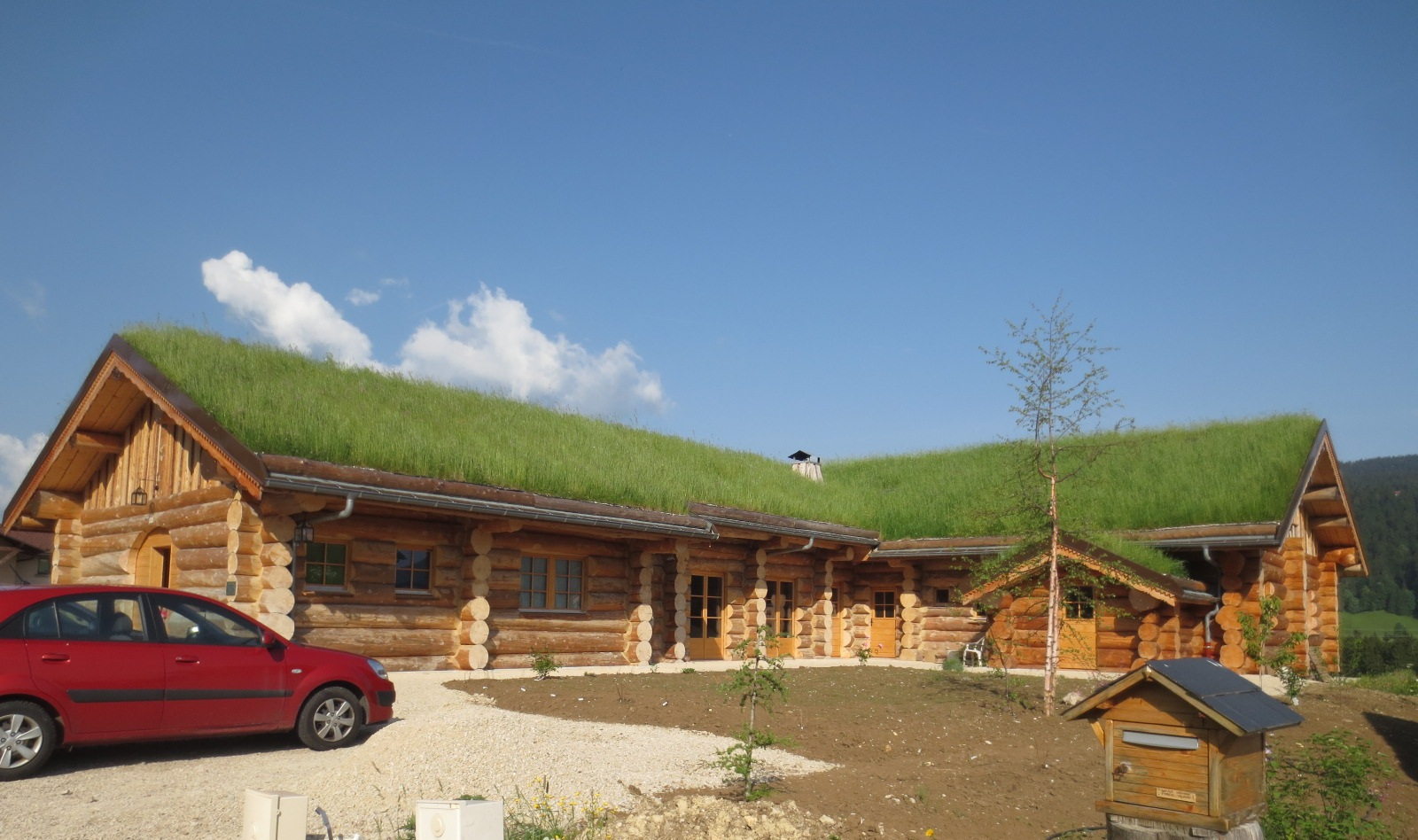
Maison de style Pacifique lodge du Haut Jura en France

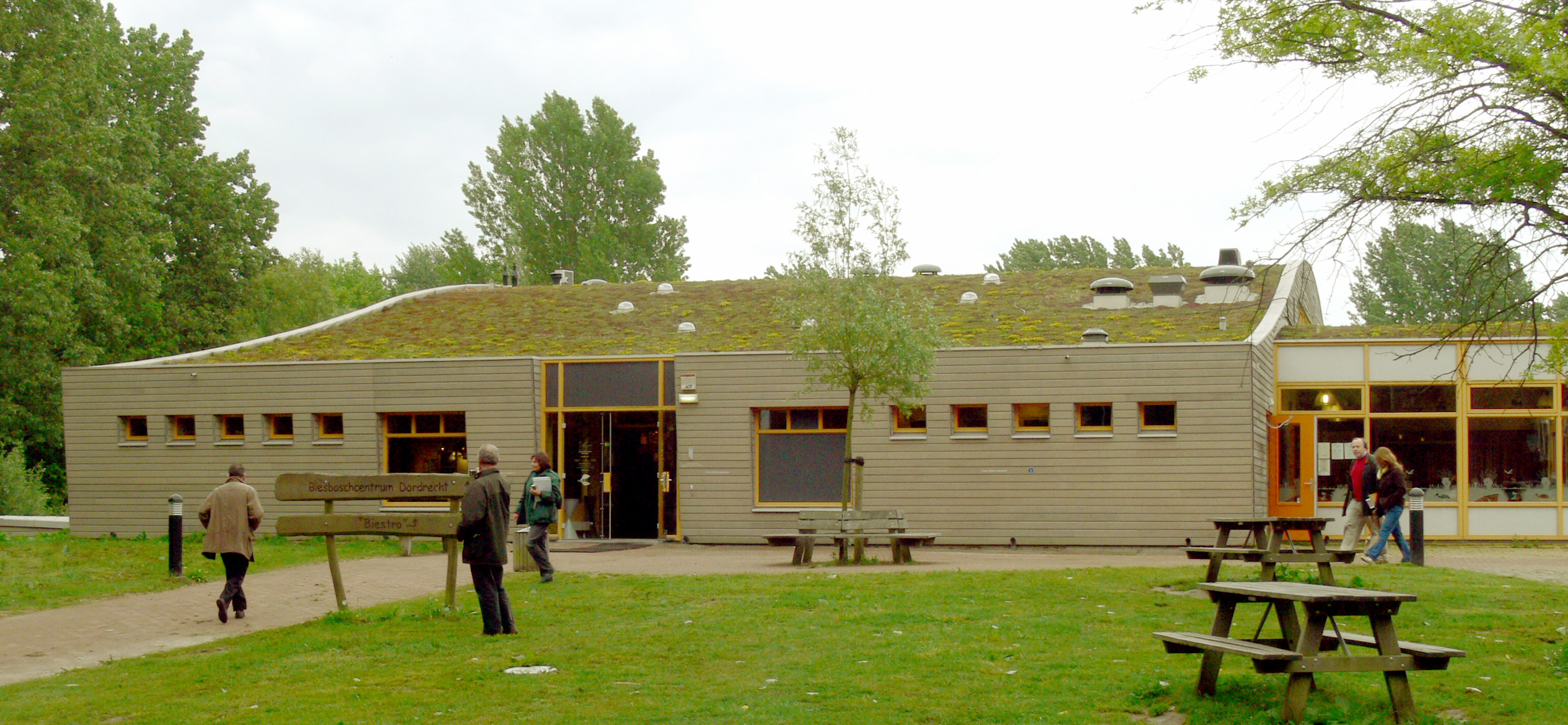
Toiture extensive de sédums, utile et pédagogique, centre d'interprétation de la Nature, parc national De Biesbosch, Pays-Bas.

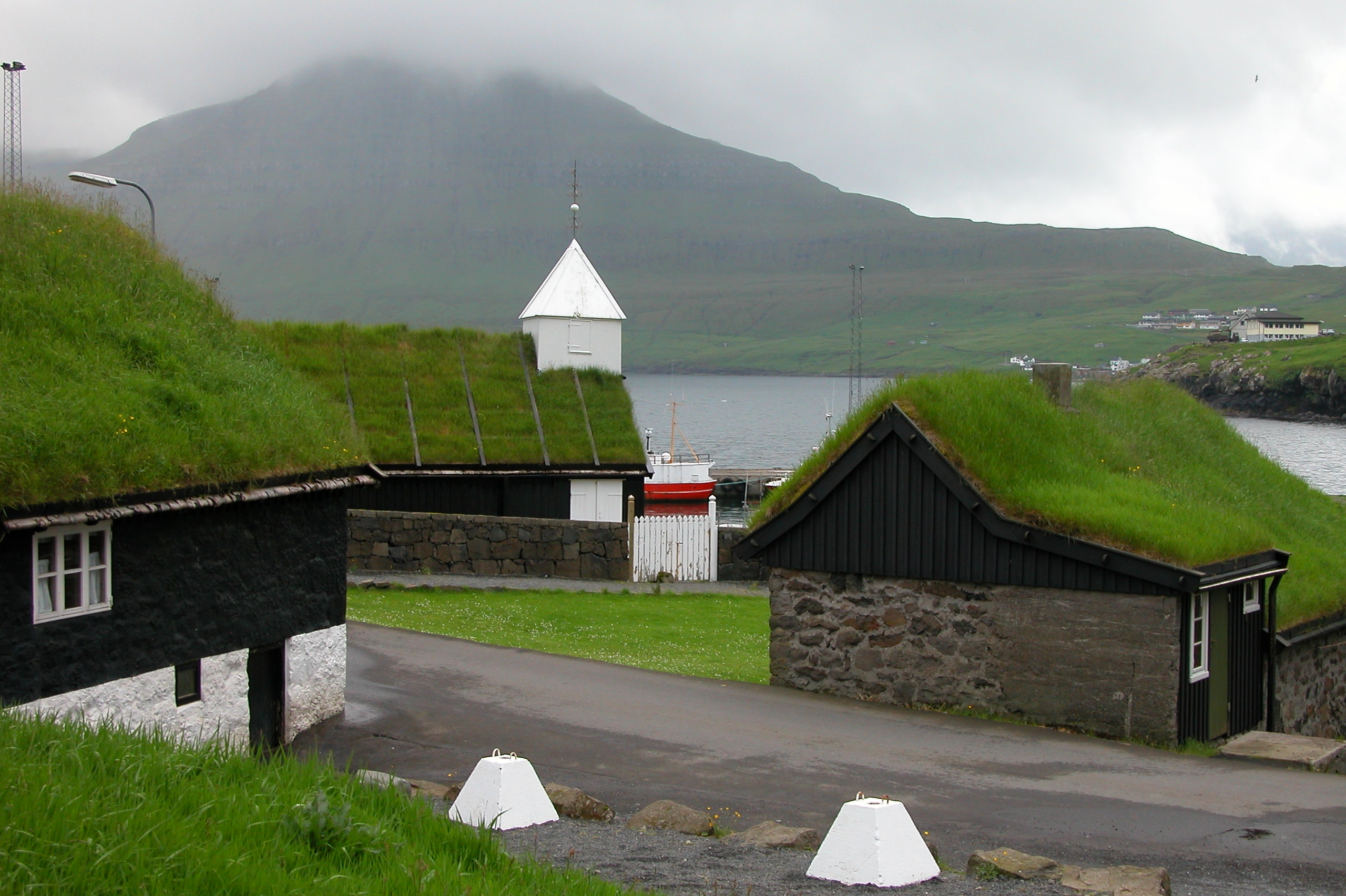
Norðragøta (îles Féroé).

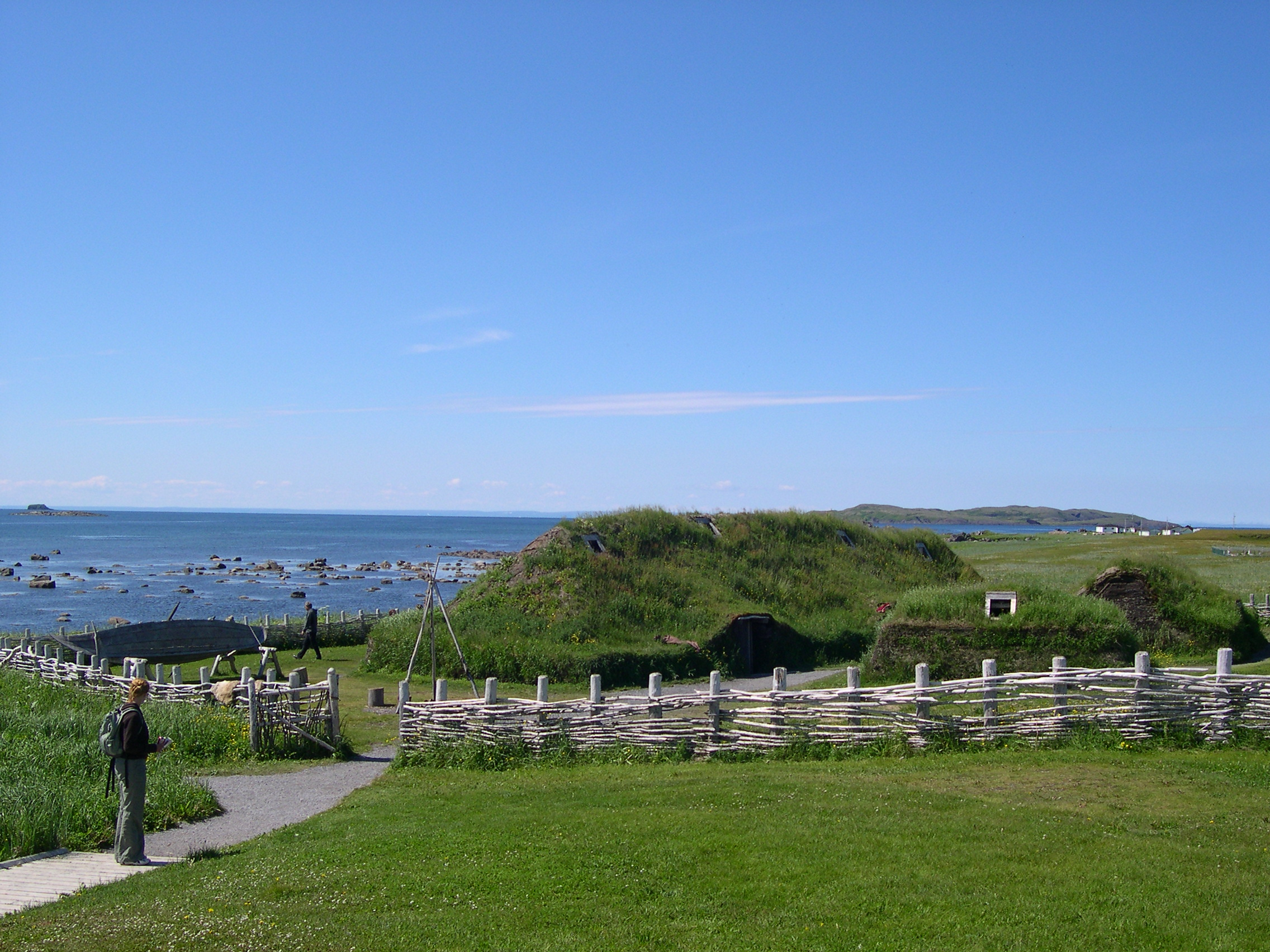
Reconstitution d'habitations Vikings au Labrador.

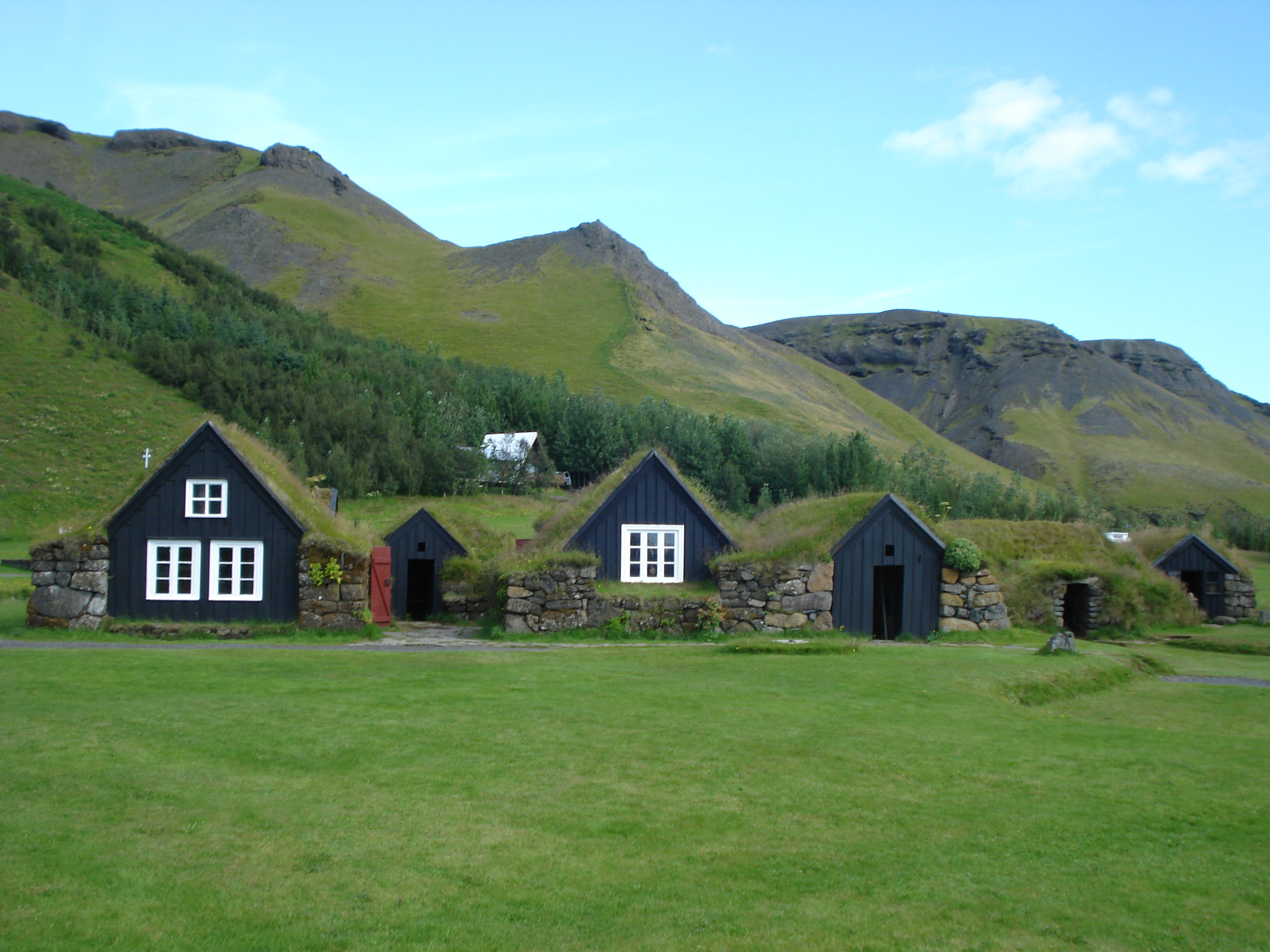
Ancienne ferme en Islande. La végétalisation du toit contribue à l'intégration paysagère

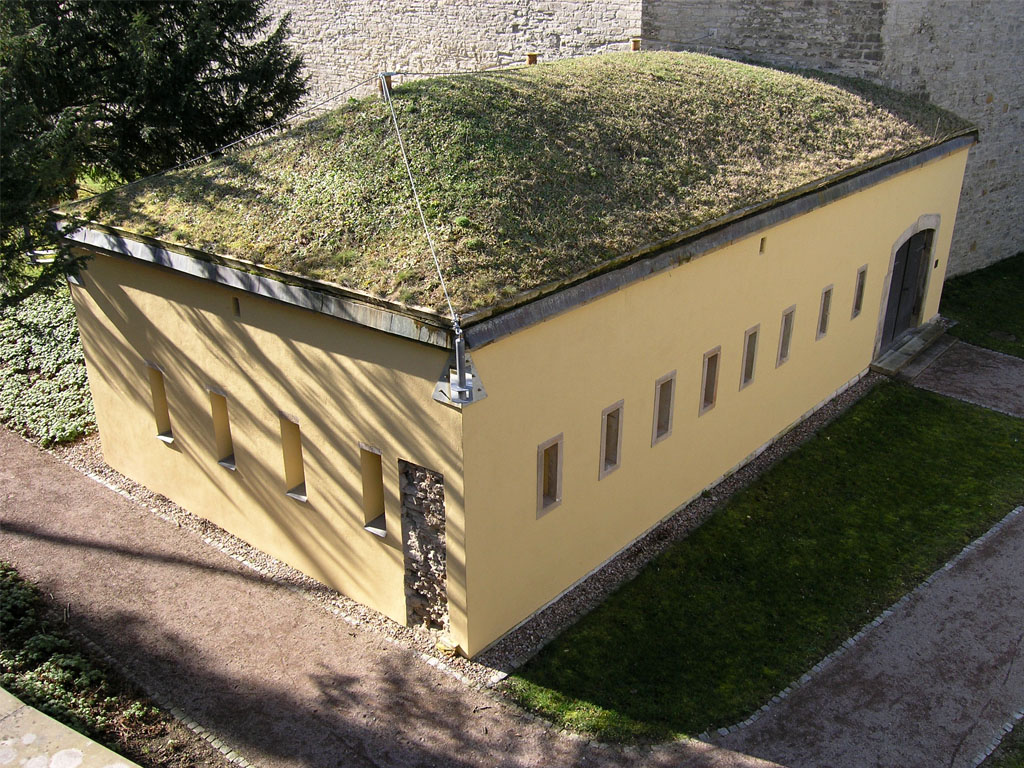
L'architecture militaire pour des raisons de camouflage ou de protection contre les obus a utilisé la terre et la végétation en couverture

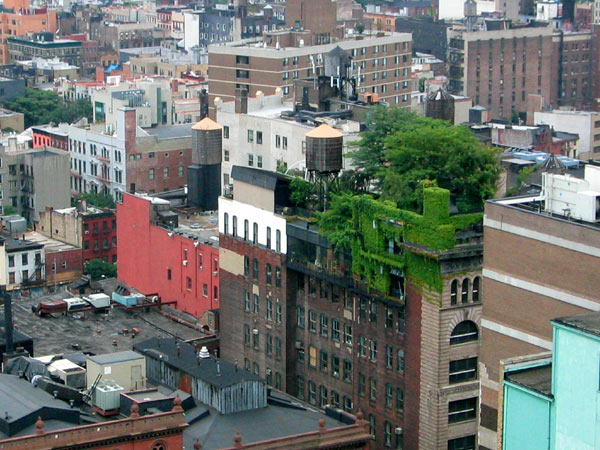
Toit-terrasse / penthouse appartement de type culture intensive à Manhattan.

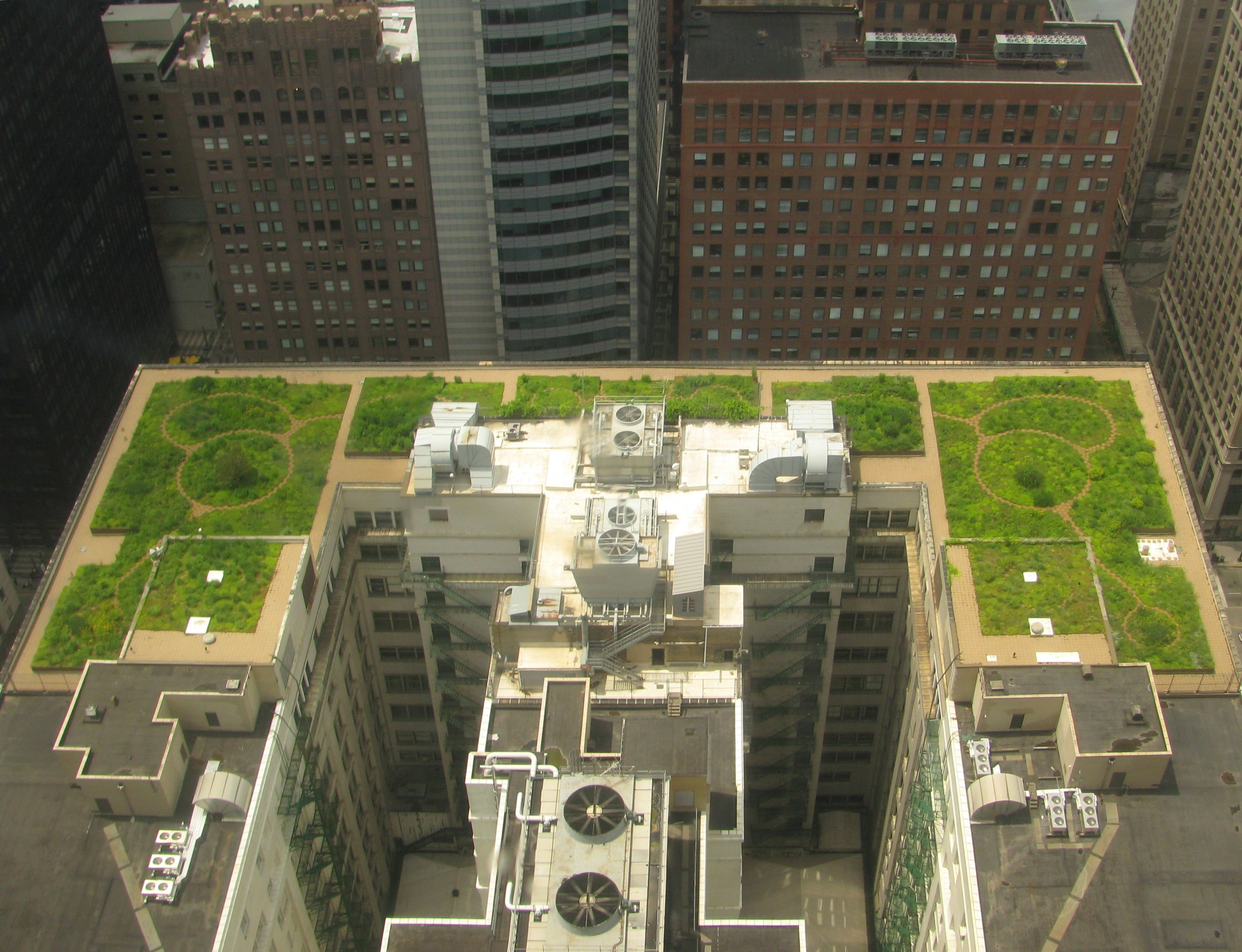
Depuis 2001, l'hôtel de ville de Chicago est doté d'un toit végétal.

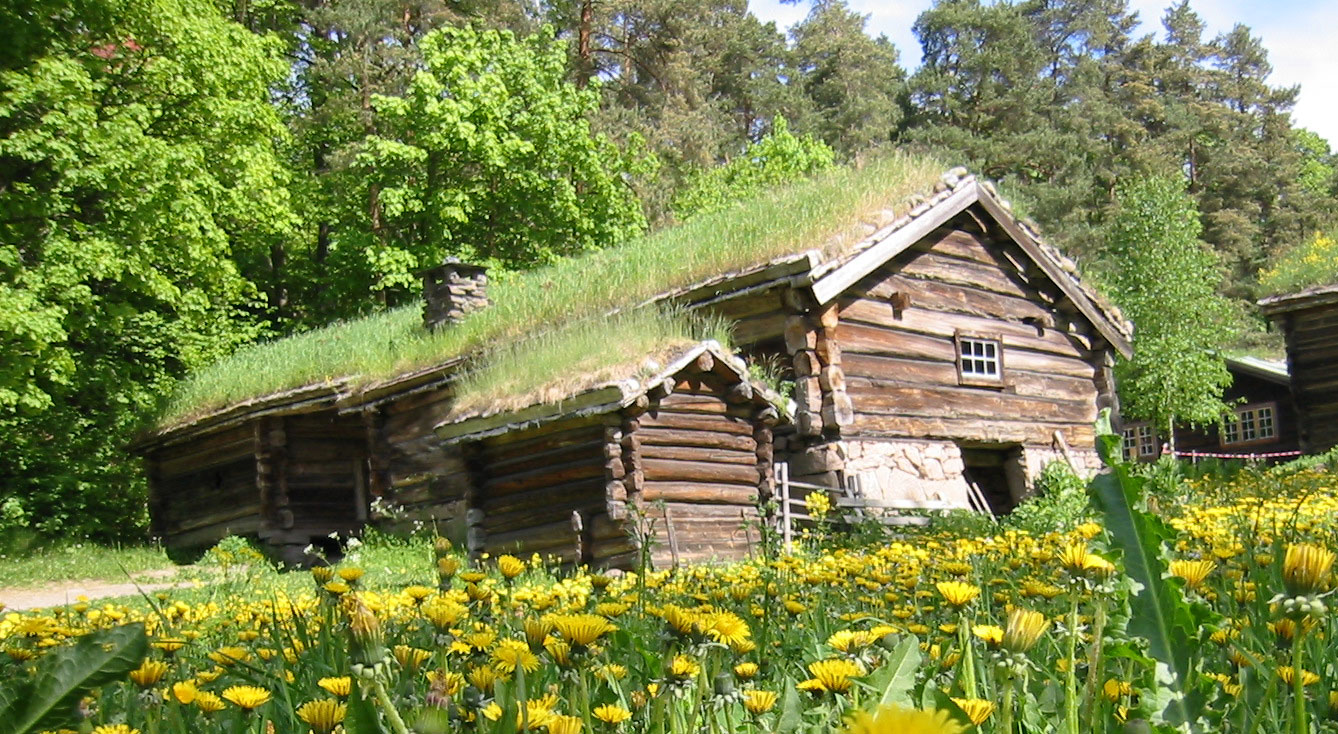
Graminées sur habitat traditionnel, Musée des traditions d'Oslo.

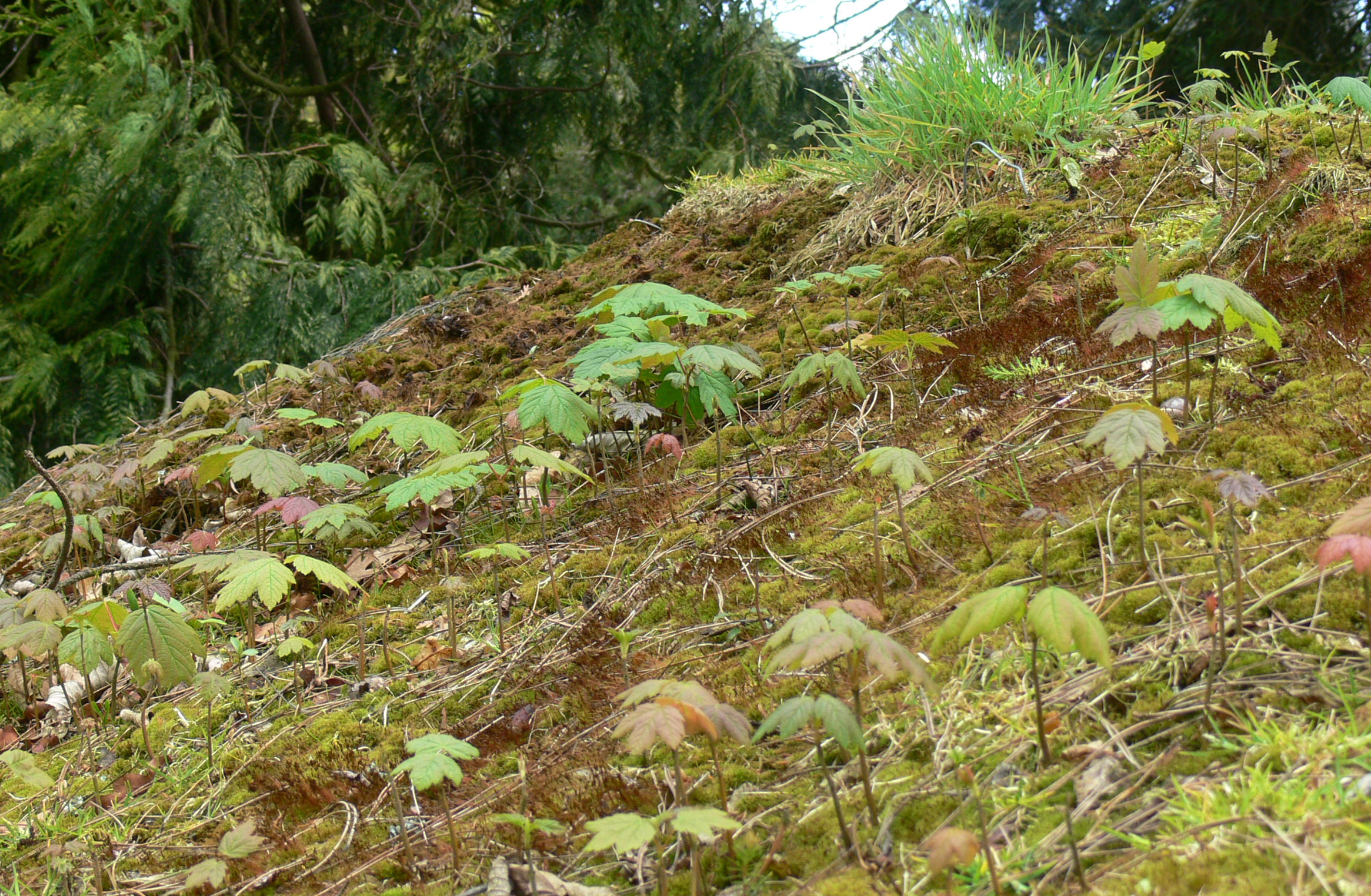
Des graines d'érables germent dans la mousse qui couvre ce chaume, mais meurent en été quand le substrat sèche

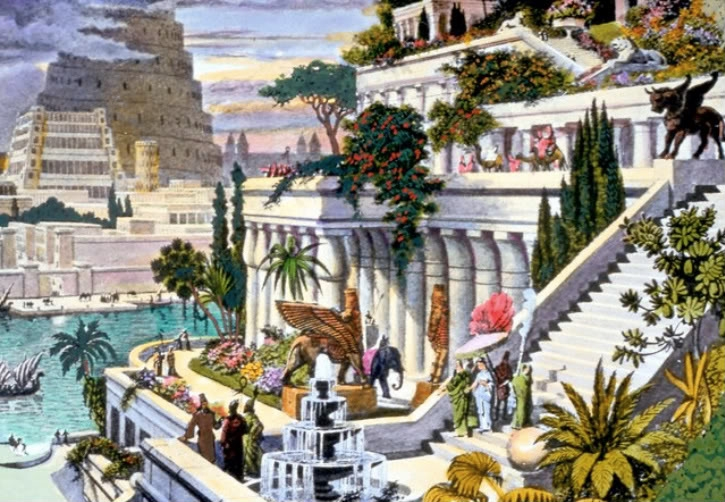
Jardins suspendus de Babylone, une des Sept Merveilles du monde.

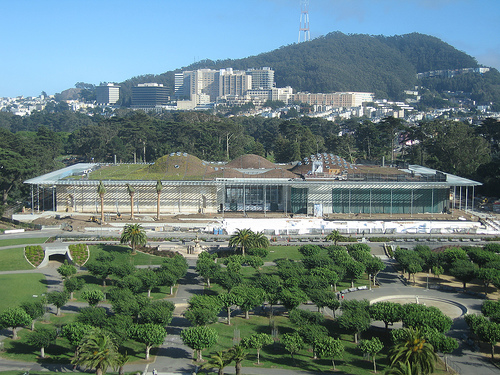
Toiture végétale de l'Académie des sciences de Californie, à San Francisco.

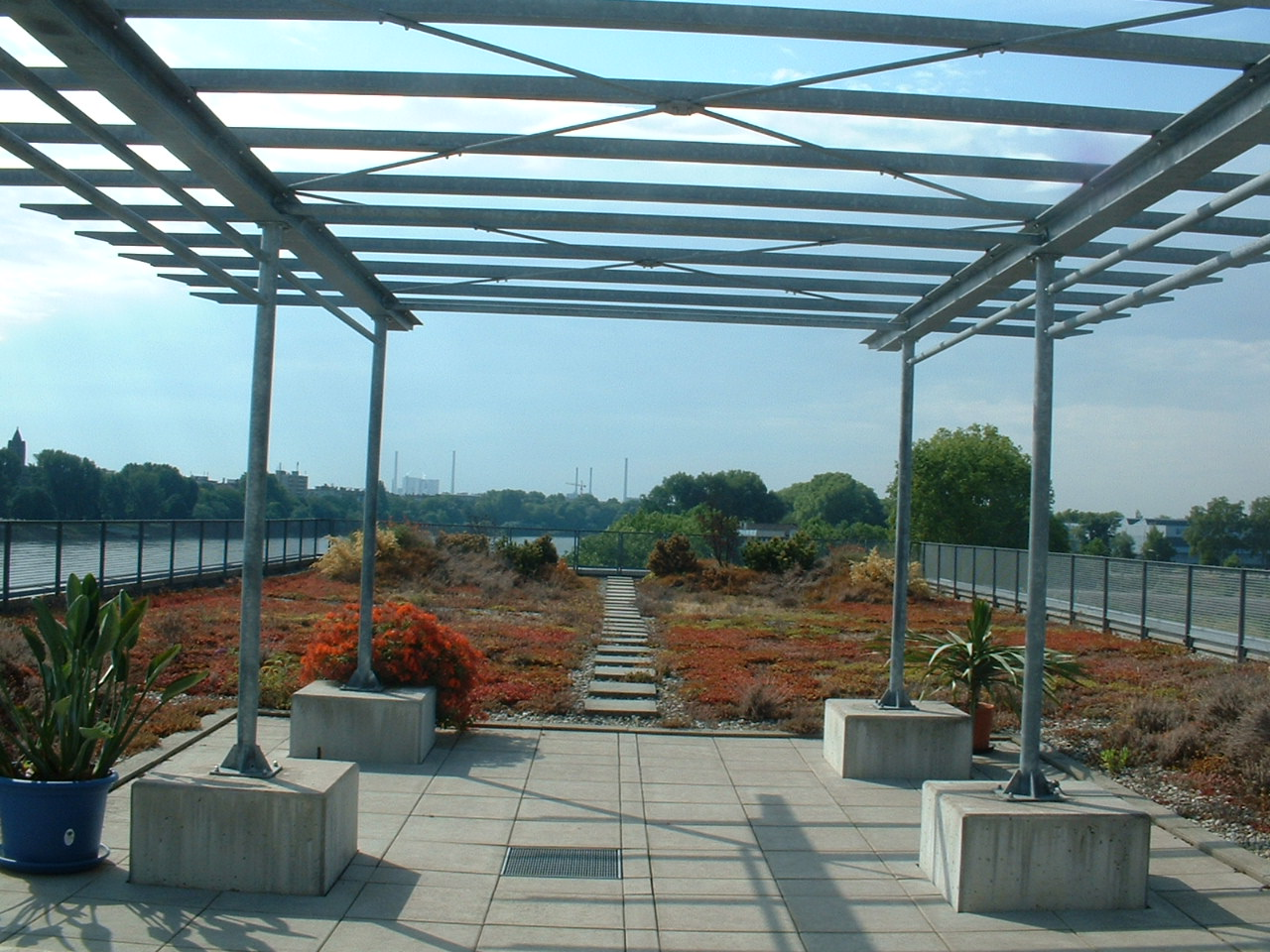
Terrasse d'agrément, avec jardin de sédum et buissons, East Asia Institute à Ludwigshafen (Allemagne).

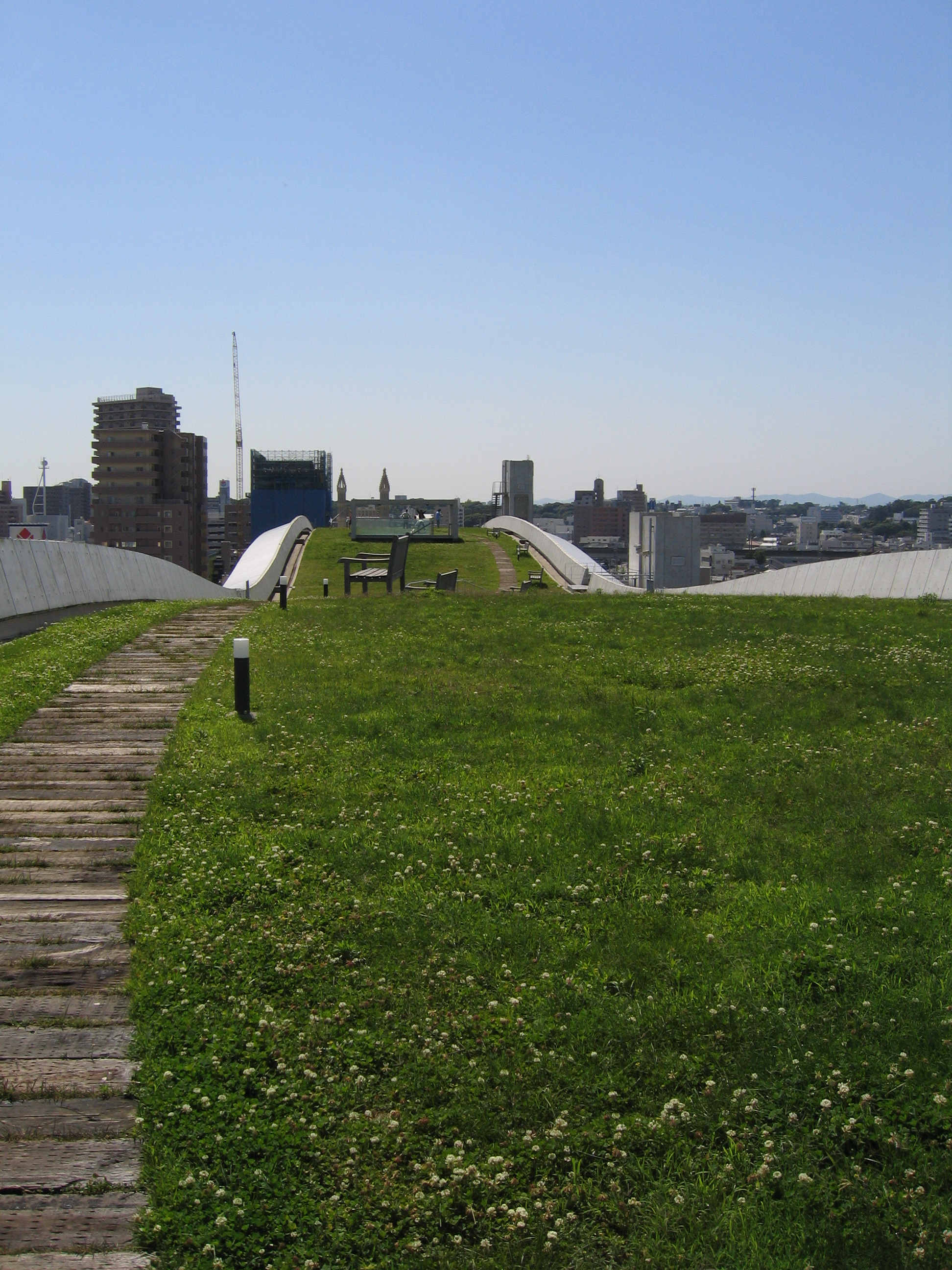
Toiture et chemin de promenade sur le toit de l'Université des arts et de la culture de Shizuoka (Japon).

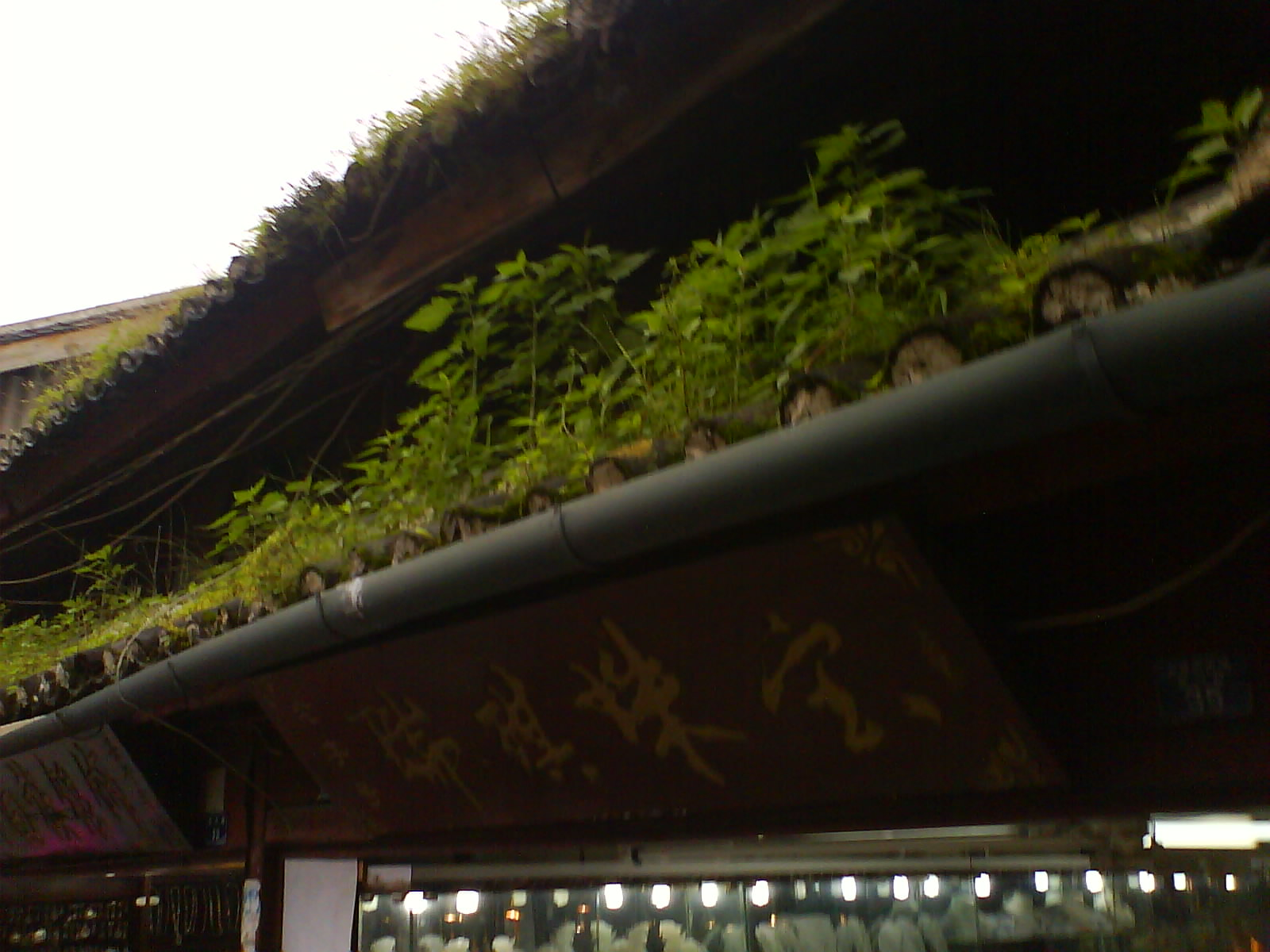
Toit végétal, dans l'ancienne ville de Dali (Montagnes du Yunnan, Chine).

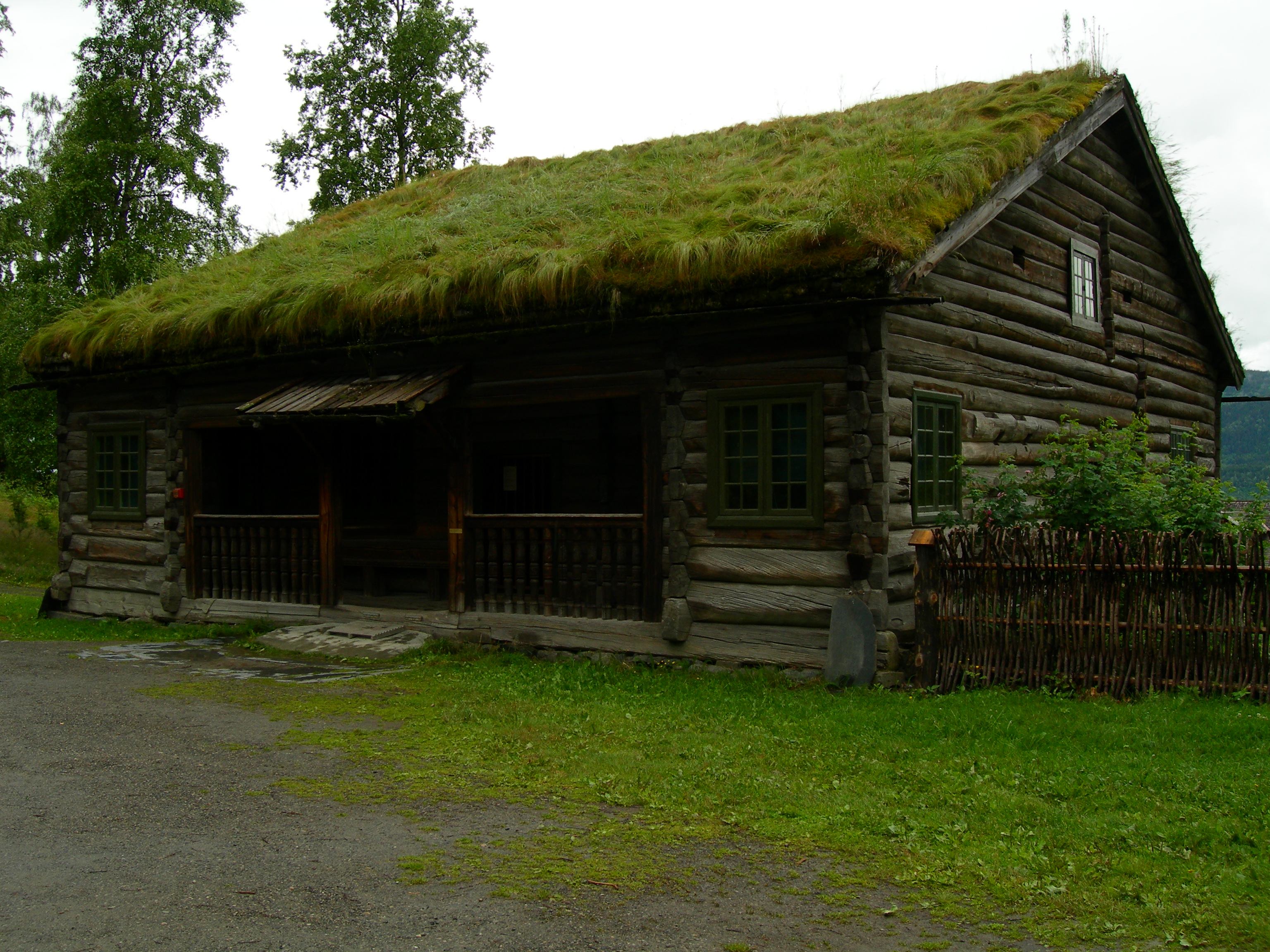
Ancienne maison en Norvège.

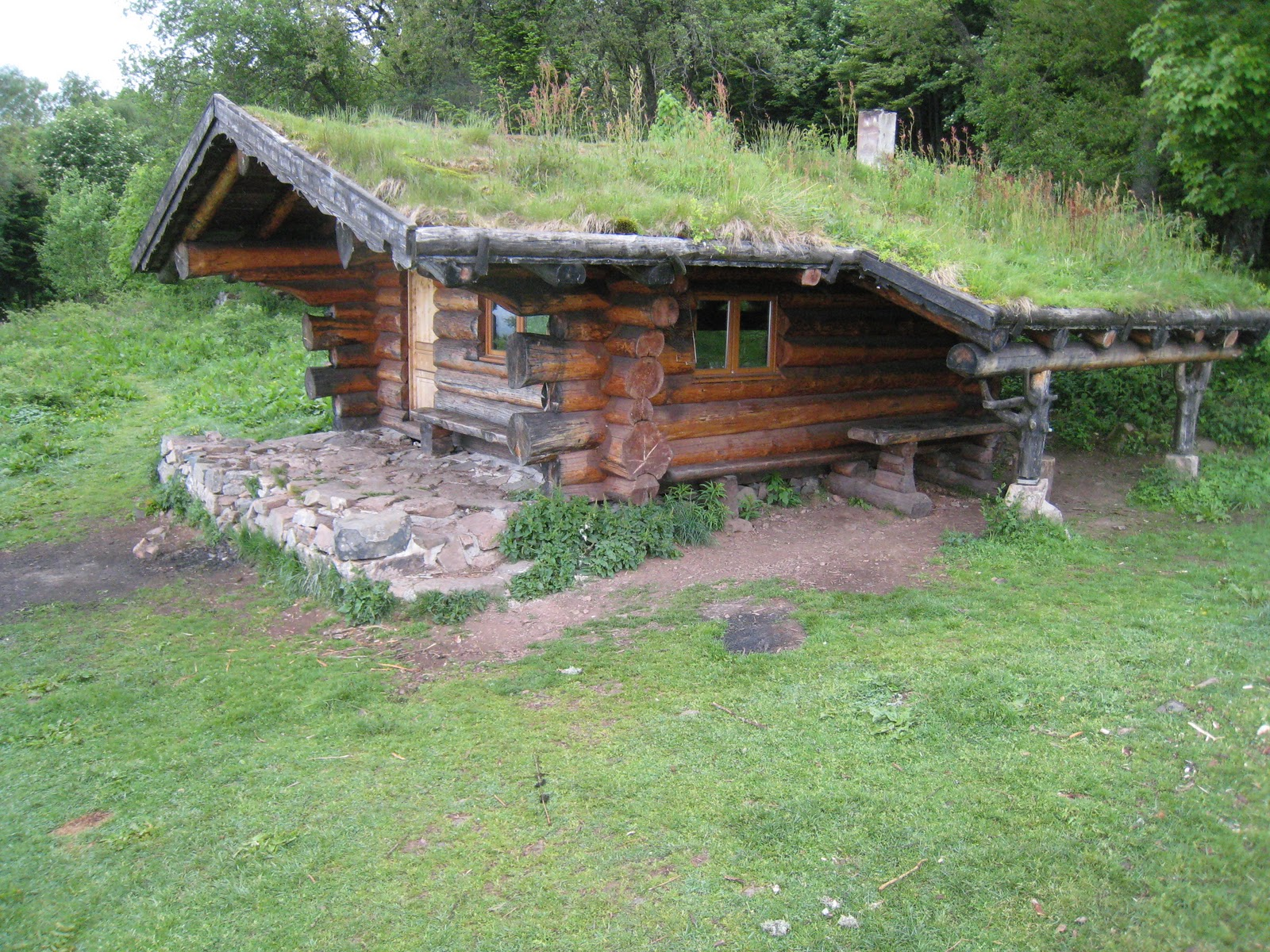
Maison de Rimbach-près-Masevaux dans le Massif des Vosges.

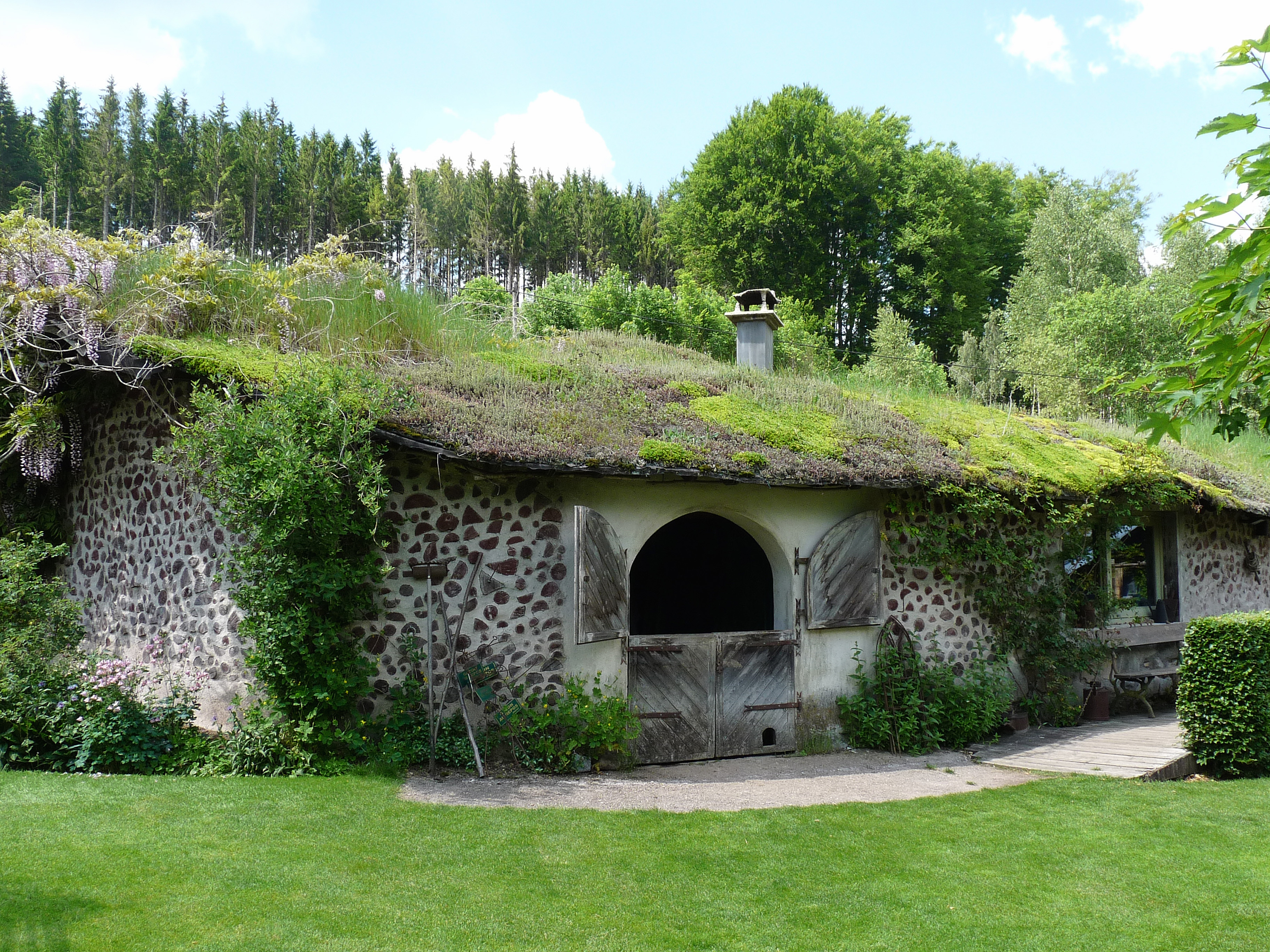
Maison du jardin de Berchigranges dans les Vosges.

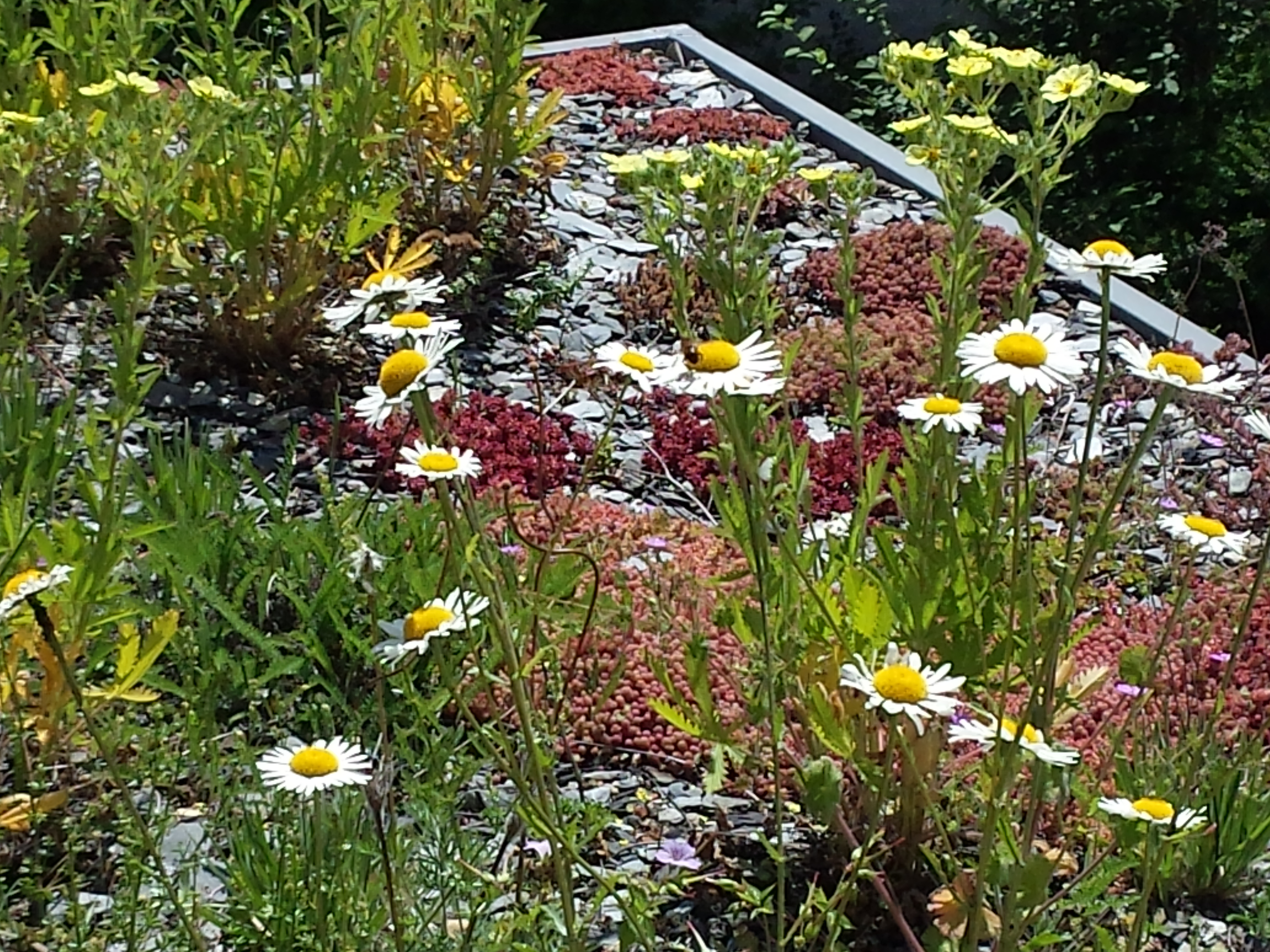
Terrasse verte à Bruxelles.

Une toiture végétale également appelée toiture végétalisée, toit végétalisé, toit vert ou plus scientifiquement PCVH (paroi complexe végétalisée horizontale) est une toiture aménagée en toit-terrasse ou penthouse appartement, recouverte de végétation, alternative à des matériaux couramment utilisés, comme les tuiles, le bois ou les tôles.
Cette technique existe vraisemblablement depuis le Néolithique (12500 à 8000 av. J.-C.). Elle consiste à recouvrir d'un substrat végétalisé un toit plat ou à faible pente (jusqu'à 30° et rarement plus, au-delà, on parlera de mur végétalisé ou plus scientifiquement de PCVV).
De nombreuses expériences conduites en Europe (depuis les années 1970 surtout en Allemagne, Pays-Bas, Suisse, Scandinavie, et depuis peu en Belgique, France, etc.) ont montré que pour des objectifs esthétiques ou de durabilité, comme dans la perspective de restauration ou protection de la biodiversité et de l'environnement en milieu urbain (en particulier concernant la qualité de l'air et l'atténuation des îlots de chaleur urbaine) l’aménagement d’un toit planté se révélait intéressant.
Plusieurs entreprises spécialisées ont mis au point des systèmes complets de verdissement des toitures, fiables et performants. Elles proposent toutes sortes de systèmes, allant des tapis pré-végétalisés de sédums à la station d'arrosage automatisée en passant par des caissons emboîtables prévégétalisés, autodrainants, mais équipés d'une petite réserve en eau. Il est conseillé de se faire assister par un bureau d'études spécialisé pour réaliser des choix techniques adaptés au contexte de chaque projet (conditions climatiques locales, configuration de la toiture, attentes du maître d'ouvrage…) tout en respectant la réglementation existante,.
La végétalisation de toiture nécessite un savoir-faire et des connaissances bien spécifiques et la réussite des projets repose en grande partie sur les choix relatifs à la couche de culture. Le choix du substrat est essentiel et doit faire l'objet d'une réflexion qui prend en compte l'ensemble des contraintes du site.
L’intégration d’un toit vert dans le bâtiment sera d’autant mieux réussie si elle est envisagée dès la conception du bâtiment, mais elle est toutefois réalisable sur des constructions déjà existantes.
Les coûts d’entretien et surcoûts de construction sont faibles, en comparaison des services rendus, particulièrement pour les terrasses plantées en extensif qui ne nécessitent qu’un nettoyage annuel des écoulements, aucun arrosage et un entretien très réduit.
Cette technique, qui est parfaitement au point et relativement aisée à mettre en place, ne provoque pas l’altération du bâtiment. Au contraire, la stabilité et l’étanchéité des toitures végétalisées sont supérieures aux toitures plates classiques.

## Histoire
Historiquement, la construction de toitures végétales se fait de manière traditionnelle dans plusieurs pays scandinaves et européens. Le principe utilisé depuis des millénaires dans la écozone paléarctique, qui fait encore partie des traditions des Amérindiens d'Amérique du Nord, est le suivant :
Un épais mélange de terre et de végétaux herbacés enracinés permettait de réaliser des toitures relativement bien isolées, étanches à l'air et à l'eau, résistantes au vent et au feu, le tout se faisant avec des matériaux facilement disponibles localement. Ces lourdes toitures exigent de solides charpentes et une couche protectrice placée entre la partie végétalisée et la charpente afin que cette dernière ne pourrisse pas. Pour ce faire, on utilise traditionnellement par exemple des tuiles de bois peu putrescibles, ou plus souvent des plaques d'écorce déroulée de bouleau. La construction moderne utilise des bâches spéciales en matière plastique type EPDM (avec tissus ou bâche « antiracine » le cas-échéant) ou des éléments étanches thermosoudés ou collés non métalliques.
Des bénéfices intéressants peuvent aussi être attendus en zone tropicale.

### Allemagne
Grâce aux aides gouvernementales, les Allemands de l'Ouest furent les pionniers des toits végétaux modernes dès les années 1960. Durant les années 1995 à 2005, environ 10 % des toits allemands nouvellement construits ont été végétalisés. Dans certaines villes (Hambourg, Stuttgart), durant un certain temps, le surcoût a été remboursé ou fortement subventionné par la commune, qui y trouvait son intérêt, ces toitures lui évitant d'agrandir les réseaux d'égouts qui étaient à saturation pour absorber le ruissellement lié aux fortes pluies sur des sols de plus en plus imperméabilisés ; grâce au pouvoir « tampon » du substrat végétalisé sur les pluies. La municipalité de Berlin prend en charge 60 % des frais des toits végétaux.
Des fabricants allemands vendent les garages directement fournis avec leur terrasse ou toiture végétalisée. Aujourd'hui, un système de points « bonus » accorde une réduction de taxe environnementale aux promoteurs immobiliers qui utilisent les toits végétaux. Les assureurs allemands notent que les terrasses végétalisées sont moins sources de sinistres que celles couvertes de goudron ou de cailloux, car le bâtiment subit des chocs thermiques très atténués. Vers 2010, dans la construction neuve, les toitures et terrasses vertes étaient d’environ 1 million de mètres carrés (1/30 de la surface totale) en France (et essentiellement - à 90 % - dans des chantiers de construction neuve), contre 13 millions de mètres carrés construits par an en Allemagne, soit 1/6e des nouvelles toitures.

### Canada
Au Canada, les projets commerciaux et résidentiels incluant des toits végétaux sont encore peu nombreux, mais les produits et l'expertise sont maintenant disponibles. Il y aurait, parmi les baby-boomers, une certaine popularité des toits-jardins, sortes de prés fleuris pour condominium ou appartement de ville.
Parmi les toitures végétalisées les plus connues, on note celles du Mountain Equipment Co-op de Toronto et des Pavillons Lassonde, de l'École polytechnique de Montréal, du 740 Bel-Air, les locaux de la gendarmerie royale du Canada, le Cégep de Rosemont
 
à Montréal, et la bibliothèque de Bromont 
. La bibliothèque publique de Vancouver possède au-dessus du neuvième étage un jardin de 1 850 m2, conçu par la paysagiste Conelia H. Oberland en 1995.

### Japon
Au Japon, la ville de Tokyo exige que toute construction occupant plus de 1 000 mètres carrés de terrain soit couverte de végétaux sur 20 % de sa surface.[réf. souhaitée]
Kobe a suivi l'exemple et d'autres villes japonaises pensent à l'adoption de lois similaires.

### États-Unis
Les toits « vivants » ne sont pas une nouveauté en Amérique du Nord. Dans la seconde moitié du XIXe siècle des mottes de gazon de la grande prairie américaine recouvraient souvent les maisons.
Aux États-Unis, les toitures vertes ont longtemps été associées à des concepts d'architecture bioclimatique, enfouie et recouverte de terre. Cette architecture n'avait pas connu une grande popularité.
La venue de nouveaux systèmes de culture plus légers et les enjeux environnementaux ont relancé l'intérêt pour ces toitures. On parle maintenant de toitures durables qui ajoutent une qualité de vie aux immeubles résidentiels urbains. L'association Green Roofs for Healthy Cities regroupe des paysagistes qui encouragent l'aménagement de toitures végétales.
Le maire Richard M. Daley a fait de Chicago la première ville d'Amérique du Nord en matière de « toits verts » grâce à des incitations fiscales qui ont été mises en place depuis le début des années 2000. En 2001, la municipalité de Chicago a doté son hôtel de ville d'un toit végétal. Ils se développent également dans l'agglomération et l'État de New York qui subventionne ces projets. L'une des plus grandes toitures végétales américaines est celle de l'usine du Ford River Rouge Complex (Dearborn, Michigan) ; elle mesure 42 000 m2 et fut conçue par l'architecte-paysagiste William McDonough. Quant à celle du Millennium Park Garage de Chicago, elle s'étend sur quelque 99 000 m2. Parmi les autres réalisations de ce type aux États-Unis, on peut citer
le siège social de Gap (San Bruno), le siège de l'American Society of Landscape Architects à Washington, D.C., la Ballard Library de Seattle, l'Académie des sciences de Californie de San Francisco ou encore le siège de Weyerhaeuser (Washington).
En 2012, un million de mètres carrés de nouvelles toitures végétalisées a été construit aux États-Unis.

### France
La France a pris un certain retard par rapport à nombre de ses voisins. Un référentiel des règles professionnelles de conception et réalisation des terrasses et toitures végétalisées y a été mis à jour en 2007.
Des subventions existent, par exemple :
- en région Île-de-France[Note 2],
- au conseil général des Hauts-de-Seine[Quand ?],
- par les Agences de l'eau[Note 3] ou sont données ou prévues par certaines villes comme Lille[Quand ?].

La chambre syndicale française de l’étanchéité (CSFE) promeut depuis avant 2004 l’intérêt des TTV pour l'étanchéité , mais aussi de manière plus large pour une approche haute qualité environnementale (HQE) ; en particulier concernant l’énergie, le cycle de l’eau, le confort thermo-hygrométrique, le bruit et de l’amélioration du cadre urbain, protection du bâti contre les chocs thermiques, biodiversité urbaine.
Des villes les prévoient aussi dans leurs PLU (Paris, Grenoble…). Depuis 2006, la ville de Paris rend le mur et/ou la toiture végétalisé(s) obligatoire(s) si une demande de permis de construire ne prévoit pas un taux suffisant d’espaces végétalisés au sol (Cf. « Coefficient de biotope ») ; début 2007, on comptait à Paris, plus de 40 murs pignons végétalisés, et en 2012, toujours pour la capitale française, 22 ha de toits végétalisés.
Le cap du million de mètres carrés supplémentaires aurait été franchi en 2011 (1,36 million de mètres carrés réalisés dans l'année (35 M €), pour un marché de couverture représentant au total 25 millions de mètres carrés selon l'Association des toitures végétales (Adivet). Le prix moyen en France en 2011 était de 30/35 €/m2. Les commanditaires sont surtout public, pour des écoles, collèges, lycées, bâtiments sportifs… qui représentent environ 70 % du marché, loin devant les grandes surfaces commerciales et industrielles (20 % du marché), elles-mêmes devant les maisons individuelles (10 % du marché).
En 2012, un million de mètres carrés de toitures végétalisées a encore été construit en France, et en avril 2013, la plus grande toiture végétalisée de Paris (7 000 m2) a été inaugurée sur le toit du Centre commercial Beaugrenelle ; la mairie de Paris espère atteindre 7 ha de toits végétalisés d'ici 2020.
En 2016, Pierre Georgel, a été élu président de l'Adivet (Association française des toitures et façades végétales) qui regroupe les acteurs essentiels de la filière végétalisation de toitures : fabricants de composants et de systèmes, entrepreneurs du bâtiment et du paysage, groupements professionnels, maîtres d'œuvre et maîtres d'ouvrage, organismes de formation et recherche, bureau d'études …
En France, des centres de compétences travaillent sur la thématique des toitures végétalisées. Ils font évoluer les procédés existants, facilitent l'innovation et permettent l'amélioration des techniques.

### Suisse
Dans le canton de Bâle-Ville, la végétation est obligatoire sur tout nouveau toit plat. En 2017, 30 % de ses toits plats sont végétalisés, ce qui constitue un record mondial. Il a été constaté que des orpins, insectes et oiseaux colonisent le toit d'un hôpital de Bâle. Seuls 7 % des toits plats concernés sont végétalisés à Genève en 2017,.

### Autriche
En Autriche, comme en Suisse ou en Allemagne, des lois locales rendent les toits verts obligatoires sur les toitures présentant une inclinaison propice.[réf. souhaitée]

## Éléments d'un toit vert
Un toit vert ou végétal est constitué essentiellement de cinq composantes. En partant du support de toit, on retrouve :
- la structure portante ;
- une couche d'étanchéité. Une barrière anti racines et une membrane d'étanchéité séparent le système du toit vivant du bâtiment isolé qui se trouve en dessous ;
- une couche de réserve qui permet de stocker l'eau de pluie. Cette réserve peut être intégrée à la couche de drainage décrite ci-après. Elle est nécessaire à la survie des plantes car pendant les périodes sèches, l'eau stockée remonte vers les racines. Elle peut être constituée d'un SAUL, d'un bac en matière plastique ou d'un gravier placé sous le niveau du trop-plein d'évacuation. En cas d'excédent d'eau, elle est récupérée par l'éventuelle couche de drainage, puis elle se déverse dans une canalisation via le trop-plein ;
- une couche éventuelle de drainage et de filtration. En cas d'excédent d'eau, dans la couche de réserve, Elle sert à amener l'eau vers une canalisation d'évacuation ;
- un substrat de croissance. La terre naturelle peut devenir trop lourde quand elle se gorge d'eau. Dans ce cas, les concepteurs des toits verts utilisent un substrat allégé ;
- une couche végétale si l'on recherche un aspect engazonné ou de type prairie, ou une couche d'un substrat léger, pauvre et absorbant type mélange de billes d'argile expansée ou d'ardoise expansée, sans engrais dans lequel on plantera surtout des plantes succulentes, de type sédums (ex : sedum album, sedum sexangulare, sedum lydium…) et de plantes adaptées aux milieux secs (thym, ciboulette, fétuque…). Les sédums stockent l'eau, absorbent les pluies qui ruisselleraient sur un toit plat ordinaire.

L'épanouissement des plantes du toit végétal prend quelques années.

### Structure portante
Elle peut être en béton, acier ou bois et doit supporter le poids de l’installation prévue qui peut doubler voire tripler lorsqu'elle est gorgée d'eau en cas de pluie ou de neige accumulée.
Le toit peut être plat ou incliné (20° au maximum). Les toits plats sont recommandés avec une pente minimale de 1 à 2 %, pour diminuer l’épaisseur de la couche drainante, et donc le poids de la structure portante

### Étanchéité

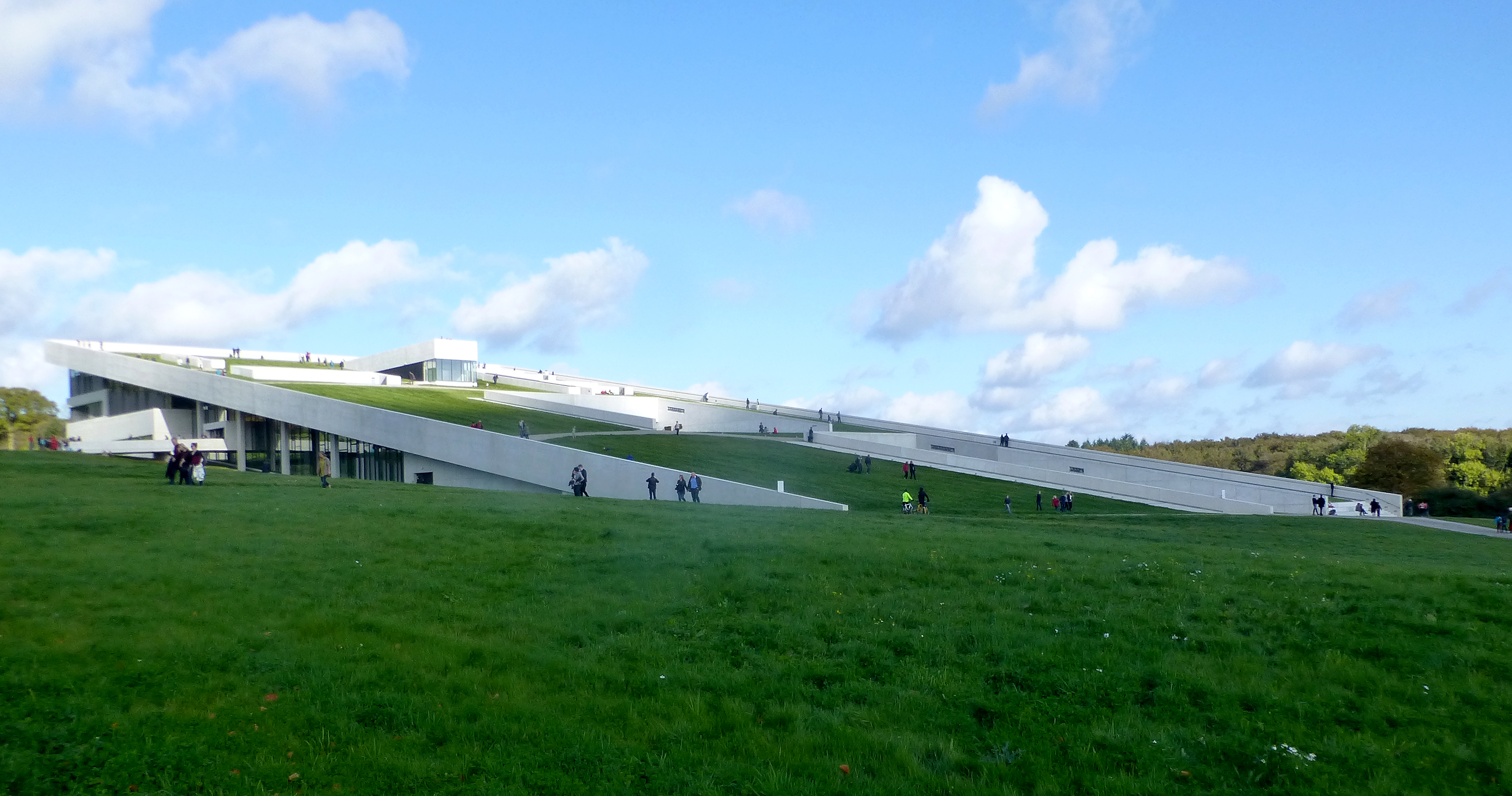
Le musée Moesgård, au sud d'Aarhus (Danemark).

Comme pour toute toiture, elle est essentielle. L'importance de la couche d'étanchéité ne doit jamais être sous-estimée ; elle doit être adaptée à la végétalisation et parfaitement posée car les coûts de réparation d'une fuite sont souvent au moins doublés comparés aux toitures-terrasses classiques. Le complexe isolant doit être résistant à la compression et aux racines.
Les membranes bitumineuses SBS (éventuellement APP) dans leurs versions « anti-racine » uniquement (application en deux couches recommandée) comme les membranes en polyoléfine dites TPO ou FPO (cartouche éthylène propylène + polypropylène), en caoutchouc synthétique (EPDM) ou en PVC-P sont adaptées.
Le choix des espèces, le type de drainage (barrière composée d’une couche d’air) et l’entretien régulier rendent inutile le traitement herbicide inclus dans le bitume. Cependant, la réglementation exige l’ajout d’une couche anti-racine car les fabricants d’étanchéité utilisent du bitume qui est une base « attirant » les racines.
Selon l'épaisseur et le type de substrat et le climat local, certaines plantes doivent être proscrites. Ceux qui veulent favoriser la biodiversité chercheront à y favoriser les espèces plus locales, mais adaptées à ces « milieux extrêmes » très secs et chauds au plus fort de l'été et exposés aux chocs thermiques de forte amplitude.
Les rouleaux pré-végétalisés peuvent être réenroulés pour contrôle ou réparation de l'étanchéité. Certaines terrasses sont couvertes de plantes en godets qu'on peut enlever ou déplacer.

### La couche de drainage et de filtration
Selon l'inclinaison de toit, la résistance de la structure portante et l'épaisseur et la nature du substrat, une couche drainante peut être mise en œuvre. C'est le plus souvent du polyéthylène gaufré qui crée un espace de drainage d'environ 10 cm de hauteur dirigeant l'eau de pluie vers le drain du toit ou vers les gouttières extérieures. Pour éviter son colmatage par des particules du sol/substrat, il est éventuellement possible de lui adjoindre un filtre géotextile non-tissé qui retient les fines particules du sol et laisse l'eau s'égoutter. Ce géotextile absorbe aussi l'eau qui la traverse, offrant un milieu humide pour les racines des plantes. Cependant, le non-tissé offre peu de résistance aux racines qui le pénètrent en réduisant son efficacité. On le recouvre donc généralement encore d'un autre géotextile traité anti-racine.

### Le substrat de croissance
Le substrat doit être léger et résistant à la compaction tout en retenant l'eau. Sa composition est généralement un mélange de terre et/ou de compost végétal de feuilles ou d'écorces mélangé à des agrégats de pierres légères et absorbantes (pierre ponce, matériau expansé, éventuellement récupération de déchets de tuiles broyés..) ayant un diamètre de 3 à 12 mm. Les agrégats représentent un volume variant de 40 à 70 % du substrat de culture en fonction de l'épaisseur de substrat, de l'irrigation (si engazonnement) et du type de culture souhaité.
L'épaisseur totale du substrat peut ainsi être réduite à seulement 10 cm d'épaisseur, voire moins pour les rouleaux prévégétalisés de sédums.
15 cm est en zone tempérée l'épaisseur minimale convenant aux plantes très résistantes au gel. 15 cm sont nécessaires pour bénéficier d'une plus grande variété de plantes.
Ses capacités de rétention en eau, de perméabilité, de résistance à l’érosion, de densité conditionnent le bon fonctionnement du système.
Pour les toitures de graminées, les architectes paysagistes ont longtemps recommandé un minimum de 30 cm de terre sur les toits végétaux, mais la terre devient très lourde lorsqu'elle est saturée d'eau (environ 1,6 tonne par mètre cube, ou 160 kg par mètre carré pour une épaisseur de 10 cm) avec des risques de dommages à l'étanchéité et à la structure d'un immeuble classique si elle n'a pas été soigneusement renforcée. Le milieu étant moins favorable aux vers de terre, la terre tend à se compacter, évacuant l'oxygène nécessaire à la survie des plantes. Les erreurs passées incitent à attacher la plus grande importance au substrat qui doit permettre la vie des plantes, sans recherche de productivité (laquelle demanderait un entretien accru).

### La couche végétale
Techniquement, toutes les plantes peuvent pousser sur les toits mais certaines peuvent nécessiter des soins constants pour les préserver d'un soleil permanent, du gel et des grands vents. Dans la plupart des cas, la végétation ne sera qu’herbacée ou arbustive. Elle sera choisie en fonction du climat de la région, de l’ensoleillement, de la pente du toit, de l'épaisseur du substrat, etc.
Pour les substrats les plus minces (inférieurs à 10 cm), idéalement les végétaux devraient être choisis parmi la flore indigène vivace xérophyte et lithophytique qui est naturellement très résistante aux variations locales des paramètres climatiques. Elles s'implanteront rapidement pour couvrir les surfaces réduisant l'assèchement du substrat par le soleil et le vent. Le choix se limite aux mousses, aux Crassulacées (Sedum, Sempervirum) et à quelques rares autres espèces vivaces (Acaena, Euphorbe...)
Pour des épaisseurs de sols plus importantes (supérieure à 10 cm), les plantes alpines et rudérales conviennent bien aussi généralement à cet usage. Sur 200 espèces testées par Plantes et cité, une soixantaine d'espèces ont été jugées intéressantes telles que : Hyssopus officinalis, Petrorhagia saxifraga,Teucrium, Centaurea cineraria, Hertia cheirifolia, Potentilla nepalensis, Thymus pseudolanuginosus, Aethionema grandiflorum, Delosperma cooperi...
Dans tous les cas, les plantes couvre-sols sont à préférer car elles ont l'avantage de laisser peu de place aux herbes sauvages ou indésirables et de réduire l'entretien. Les plantes à fort développement racinaire sont à fortement déconseillées telles que les bambous, Miscanthus, Phragmites, Carex...
Les plantes à privilégier peuvent être :
- plantes fleuries : les origans ; les alliums de petite taille comme la ciboulette, qui offre aussi l'avantage d'être un condiment ; un mélange de fleurs des champs pour créer un pré fleuri ; le gazon d'Espagne ou armérie maritime (Armeria maritima) ; les iris nain comme l'iris Pumila ; le géraniums sanguin (g.sanguineum); les campanules, les centaurées, mais aussi ,, etc. ;
- couvre-sols : les œillets ; les gypsophiles ; les sedums ; les thyms, les joubarbes, etc. ;
- graminées : les fétuque et particulièrement la fétuque bleue (Festuca glauca) et fétuque améthyste (Festuca amethystina) particulièrement compact et décoratives ;
- plantes vertes : les iberis comme la corbeille d'argent (Iberis sempervirens) ; les armoises, etc.
- plantes diverses : cactées selon le climat. Certaines espèces résistent sans problèmes au climat européen moyen.

## Avantages et inconvénients

### Avantages
La mise en place de ces terrasses et toitures plantées présente un certain nombre d’avantages parmi lesquels certains sont d’utilité publique. Les avantages des toitures végétales sont destinés tant aux propriétaires qu'à la société dans son ensemble.

#### Intérêt écologique et sanitaire
- La fixation des poussières atmosphériques et des pollens. L’évapotranspiration engendrée par les terrasses plantées élève l'humidité de l’air et favorise donc la formation de rosée, indispensable à la fixation des poussières et des pollens en suspension dans l’air. Les particules de plomb, de carbone, les matières organiques particulaires ou de faible densité sont fixées dans le substrat ou nourrissent les bactéries, plantes et insectes qui s’y développent. Ainsi, tout en étant affectées par la pollution, ces terrasses peuvent aussi contribuer à dépolluer l'air urbain[23].
- Une diminution des taux de CO et CO2, pour plus de dioxygène produit.
- Une augmentation de la superficie disponible en espace de nature sauvage ou non, accessible ou non, mais aussi le cas échéant en espace de loisirs, ce qui soulagera les milieux naturels surfréquentés, tout en diminuant le trafic et ses nuisances.
- Des effets bénéfiques sur le climat, les microclimats, l’hygrométrie, et donc sur la santé et le bien-être des habitants. L’écotoit permet de récupérer une partie de la surface perdue, à cause de l’occupation du sol par le bâtiment, par les espaces verts.
- De nombreux effets bénéfiques sur la biodiversité. Une partie de la vie sauvage retrouve des habitats de substitution, et des équilibres naturels se recréent. Sur les terrasses extensivement végétalisées, les plantes les plus adaptées sont les plantes de milieux secs et oligotrophes qui sont justement menacées de disparition à cause de l’eutrophisation générale des milieux. Certains cortèges faunistiques associés trouvent ainsi des îlots où leur survie est possible[24]. On peut également associer un rucher à la toiture végétalisée, ce qui permet notamment la réintroduction des abeilles en ville, indispensables à la pollinisation de certains végétaux. Quand une partie au moins des espèces installées est autochtone, la biodiversité en profite, avec par exemple à Londres sur un site étudié en pleine ville (zone du « Canary Wharf et environs » qui inclut des buildings dépassant 50 m) près de 136 espèces d'invertébrés[25] dits « tecticoles » (typiques des jardins alpins et des rocailles) dont coléoptères, hémiptères, arachnides, … qui colonisent la niche écologique offerte par les tapis de sedum (Sedum album, S. acre, S. reflexum, S. spurium, S. pulchellum, S. sexangulare, S. hispanicum, S. kamtschaticum, saxifrages (Saxifraga granulata) et autres plantes. Dans ce cas, des campanules sont aussi apparues[26]. Des invertébrés peu communs profitent de ces milieux[27].
- La reconstitution partielle d'un maillage écologique et parfois de corridors biologiques, qui autorisent au sein de la ville la circulation des espèces animales et végétales, les flux de gènes indispensables à la survie des espèces et à leur adaptation au milieu.
- Un impact très positif sur l’eau avec une filtration et une épuration biologique des eaux de pluie par complexation, par exemple, des métaux lourds dans le substrat.
- Une régulation des débits hydriques. Les toitures représentent jusqu'à 20 % des surfaces de nos villes. Les eaux de pluie qui tombent sur les toits sont ensuite acheminées vers les égouts pluviaux. Ceci surcharge les égouts et les stations d'épuration d'eau tout en causant parfois des inondations de sous-sols. À l’image d’une éponge, la toiture végétalisée accumule l’eau dont une partie est utilisée par les plantes, une autre est évaporée et une autre évacuée par les canalisations avec un retard favorisant le bon écoulement. Les toitures et terrasses plantées, par leur capacité de rétention (jusqu'à 90 % avec un substrat d'au moins 12 cm[12]), d’évaporation et de relargage différé des eaux de pluie contribuent à lutter contre les effets néfastes de l’imperméabilisation des sols, à savoir : augmentation constante des débits de pointe, engorgement des réseaux d’assainissement en période crue, afflux de pollutions métalliques et organiques après les orages, etc. Annuellement, un toit végétal pourrait absorber jusqu'à 50 % de la quantité d'eau tombant sur les toits, permettant ainsi une réduction des coûts de traitement de l'eau de 5 à 10 %.
- Les villes sont toujours plus chaudes que les campagnes adjacentes (bulle de chaleur urbaine). Le réchauffement excessif des toitures, du béton, de l'asphalte des rues et de la maçonnerie extérieure des murs réchauffe l'air environnant de quelques degrés supplémentaires. En Amérique du Nord, la température estivale moyenne dans les villes a augmenté durant les dix dernières années ajoutant encore à l'inconfort et aux malaises dus à la chaleur.

Selon une étude du ministère canadien de l'Environnement, la présence de toitures vertes sur seulement 6 % des toits des villes canadiennes ferait descendre la température d'environ 1,5 °C et ferait ainsi économiser près de 5 % des coûts de climatisation dans tous les immeubles climatisés des villes. La validation de cette hypothèse en France (système constructif et climat différent) est à l'étude en 2013.

#### Impacts techniques
Un impact technique sur la durabilité et le confort du bâtiment. En effet, les toitures végétalisées offrent :
- une protection de l'étanchéité résulte du fait que les matériaux imperméabilisant résistent plus longtemps à l’abri des ultraviolets (UV) et du rayonnement thermique solaire. En effet, la dégradation des membranes est principalement due à la chaleur. Celle-ci dégrade les huiles du bitume élastomère qui devient alors plus cassant. Finalement, le substrat bloque aussi les rayons UV qui sont responsables d’environ 5 % du vieillissement des membranes. De plus, l’écotoit constitue une barrière contre les intempéries. Ces actions combinées permettent d’espérer un doublement de la durée de vie de l'étanchéité[12], avec une durée de 30 à 50 ans pour la membrane d'étanchéité ;
- une protection contre les chocs thermiques (jour/nuit ou dues par exemple à une pluie froide sur toiture chaude), avec réduction des contraintes mécaniques. Les toitures végétalisées permettent une réduction des variations de température jusqu’à 40 % ;
- une inertie thermique permettant de réaliser d’importantes économies d’énergie. Un goudron ou une membrane de toiture exposée au soleil peuvent atteindre une température de surface de 65 °C alors que la même membrane recouverte de végétaux demeure à une température de 15 à 20 °C. La température de la toiture influence la température intérieure d’un logement et donc les besoins de climatisation. Une toiture couverte de végétaux et de son substrat de culture (une terre légère) réduit aussi sensiblement les pertes de chaleur en hiver, mais cet impact est moindre que celui de la climatisation ; Une étude allemande de 2004 concluait que 40 € d’électricité pouvait être économisé en chauffage ou climatisation par mètre carré et par an (par rapport à terrasse couverte de gravier)[3] ;
- une isolation phonique : la terre végétalisée est un des meilleurs isolants acoustiques, elle absorbe les ondes sonores. Elles permettent notamment de diminuer les bruits de l’environnement urbain. Un substrat de 12 cm d’épaisseur peut réduire les bruits aériens de près de 40 dB. Un avantage non négligeable dans les secteurs survolés par des avions à basse altitude. Selon une étude du laboratoire européen d’acoustique du bâtiment du Centre scientifique et technique du bâtiment (CSTB) à Marne-la-Vallée ; selon que le substrat soit sec ou humide, une TTV amorti le bruit de 15 à 20 décibels (par rapport à une toiture classique)[3].

#### Impact paysager
Judicieusement conçues, les toitures végétalisées redonnent aux villes, notamment industrielles, une indéniable valeur esthétique et valorisent l’habitat en offrant une bonne solution pour que le bâtiment s’intègre dans son environnement.

#### Impact sur la santé
Amélioration de la qualité de l’air (hygrométrie, poussières, toxiques).
La végétation supplémentaire apportée par les toits végétaux crée un apport de dioxygène dans les villes tout en filtrant bon nombre de polluants atmosphériques tels le dioxyde de soufre ou l'oxyde d'azote. De plus, les végétaux retiennent la poussière et réduisent la quantité de particules en suspension dans l'air.

#### Impact social
Les toitures végétalisées contribuent à rendre la ville plus « calme », moins stressante. Les habitants retrouvent une certaine harmonie urbanisme-nature.[réf. nécessaire]

#### Notion de chaîne de pluie
La toiture végétalisée doit être liée à la notion de chaîne de pluie afin de rediriger les eaux propres vers les nappes phréatiques, ou pour éviter d'envoyer des eaux de ruissellement dans les réseaux d'assainissement ou les réseaux de collecte des eaux pluviales (abattement volumique).
Ainsi, les toitures végétalisées sont considérées comme une des techniques alternatives de gestion des eaux de ruissellement urbain. S'est ainsi posée la question de la performance d'une toiture végétalisée en matière de gestion des eaux de ruissellement. Des outils ont été développés comme TVGEP ou FAVEUR pour modéliser le comportement de l'eau en prenant en compte les flux hydriques entre les éléments constituant la toiture végétale. La Ville de Paris, dans le cadre de son zonage pluvial, a développé une approche boîte noire, donnant l'abattement volumique en fonction de l'épaisseur du substrat végétal, pour permettre aux architectes de choisir un procédé de toiture verte adapté aux exigences de la municipalité en matière de gestion des eaux de ruissellement à la parcelle,.

#### Coûts, effets sur l'économie
Selon le Centre scientifique et technique du bâtiment, en 2008 et en France :
- la terrasse-jardin est plus chère (150 à 300 €/m2) ;
- le complexe étanchéité + végétalisation extensive coûte de 45 à 100 € le mètre carré (selon la surface, la pente, les végétaux choisis et les éventuels travaux de renforcement, soit un surcoût apparent de 45 €/m2. En réalité l'allongement de durée de vie de l’étanchéité rend à long terme cette solution moins coûteuse qu'un toit de tuile ou d'ardoise[32].

En 2013, toujours en France, le coût est estimé entre 120 € et 150 € le mètre carré pour un toit d'une quinzaine de mètres carrés, contre 50 € pour des surfaces plus grandes. Et, dans tous les cas, un entretien est nécessaire, à raison de 5 à 10 € par mètre carré et par an.
Sur les toits verts, le substrat et la végétation servent d'isolant thermique. Les températures y fluctuent modérément, réduisant jusqu'à 20 % les coûts de chauffage ou de refroidissement des immeubles situés en dessous. Cependant, en 2013, cet impact est réévalué : il serait nul en hiver, et de seulement 10 % en été, mais à condition que la toiture reste humide (difficile en cas de fortes chaleurs).
De plus, les toitures végétalisées contribuent secondairement à une réduction des dépenses de santé, de nettoyage (des poussières dans la rue par exemple, qui, en raison de leur quantité et de leur relative toxicité commencent à poser des problèmes d’élimination et de stockage), des dépenses d’entretien et de réparation dues aux inondations, aux pollutions dues aux crues subites engendrées par l’imperméabilisation des sols, aux dysfonctionnements des réseaux d’eaux pluviales ou d’égout, des stations d’épuration, etc.
L'ajout d'un toit végétal offre parfois une aire extérieure additionnelle aux occupants, ce qui en zone urbaine ajoute une plus-value pour la vente ou la location.
Pour les édifices à bureaux, le toit-terrasse vert ajoute du prestige aux entreprises qui y ont un accès direct. Cet espace vert extérieur devient un reflet de l'engagement social et environnemental de l'entreprise. L'espace vert extérieur crée aussi un climat propice aux rencontres et aux bonnes relations entre les employés.
Pour un bâtiment public (école, lieu de travail, etc.), les coûts sont aussi compensés par le fait qu'un tel environnement augmente la productivité de ses occupants de 5 à 15 %[réf. nécessaire], tandis que la construction représente 2 % des coûts à long terme et la masse salariale, 92 % (le 6 % restant est pour l'exploitation du bâtiment).

### Inconvénients
La pose ne peut être effectuée que par un professionnel formé à la technique contrairement à un toit de tuile pour lequel elle peut être effectuée avec un minimum de connaissance mais dans le respect des règles de construction et de sécurité.
La végétalisation la plus simple est mal adaptée aux toits à forte pente mais des solutions plus complexes existent puisque l'on peut même aller jusqu'à la végétalisation de surfaces verticales.
La culture extensive peut convenir presque partout, mais une végétation arborée nécessite une charpente ou une dalle surdimensionnée, selon le type d'arbre et le poids de terre que l'on voudra y disposer. Dans ce dernier cas, un système d'arrosage peut être nécessaire en période sèche et chaude.
La végétalisation reste une technique en moyenne de 4 à 5 fois plus onéreuse qu'un toit en tuile. Cependant, des discussions sont en cours pour une remise de « bonus écologique » qui rendrait ce projet accessible à tous.

## Des restrictions importantes
L'ajout d'un substrat de culture et de végétaux nécessite une structure suffisamment forte du toit mais aussi des éléments porteurs du bâtiments (adaptés dans le neuf, mais pas toujours en cas de réhabilitation d'une toiture ou d'une extension), une étanchéité parfaite, une pente relativement faible et un accès facile pour l'entretien durant les premières années...

## Diversité des types de toiture

### Diversité de l'usage des bâtiments
Les toitures végétalisées peuvent équiper des bâtiments à usage d'habitat, commercial, agricole...

#### Équipements publics
Les toitures peuvent équiper des écoles, universités, instituts, gymnases...

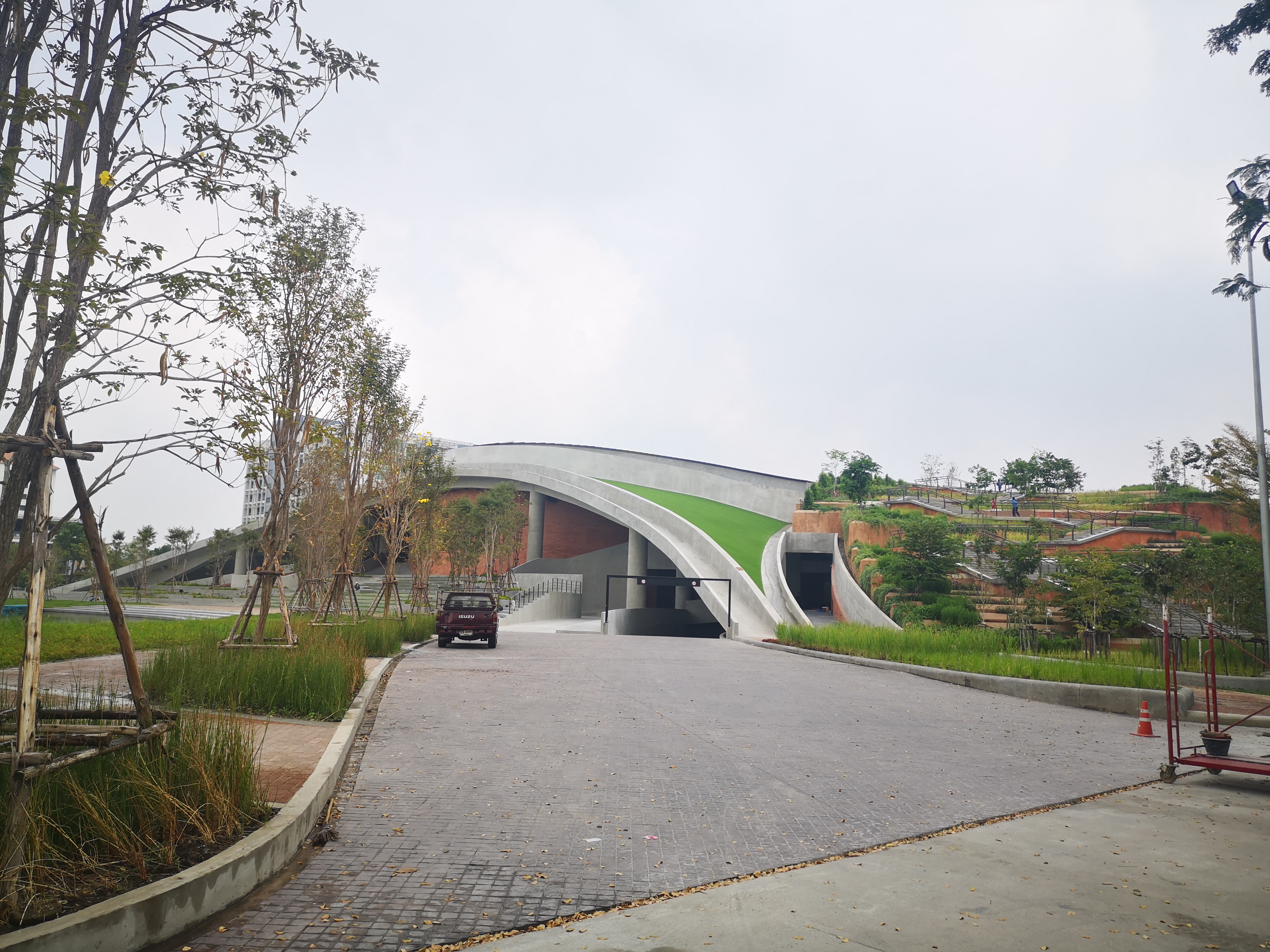
Parc de l'université de Bangkok.

En Thaïlande, la paysagiste Kotchakorn Voraakhom a recouvert de rizières l'université Thammasat 2, à Bangkok, grâce à une toiture végétalisée en terrasse, de 7 000 m2. C'est la plus grande toiture végétalisée d'Asie en 2019.

#### Habitat
Les toitures peuvent concerner de l'habitat individuel ou collectif. Elles se développent en cohabitat ou habitat groupé participatif, du fait des objectifs écologiques de ce type d'habitat (exemple en France : hameau des buis en Ardèche).

#### Constructions commerciales ou industrielles
Les toitures peuvent équiper des bâtiments commerciaux.

#### Constructions agricoles
A Bonneval-sur-Arc en Savoie, neuf bâtiments agricoles d'élevage ont été construits. Les toitures végétalisées sont accessibles, pâturables et fauchables.

### Plantation extensive ou intensive
Selon l'épaisseur de substrat et le degré d'arrosage souhaité, on pourra faire une plantation de type extensif, semi-extensif ou intensif.

#### Plantation extensive
Il s'agit d'un type de plantation sur substrat de 10 à 15 cm d'épaisseur qu'on ne veut pas nécessairement arroser, sauf éventuellement en cas de sécheresse prolongée. Cette plantation utilise surtout des couvre-sols très rustiques capables de supporter des sécheresses et qui prennent rapidement de l'expansion pour ombrager le sol et le stabiliser par leurs racines. Son substrat de culture contiendra jusqu'à 70 % d'agrégats poreux, en volume, afin de conserver le plus d'eau possible.

#### Plantation semi-extensive
C'est aussi une plantation de faible épaisseur (15 cm) ayant généralement un système d'arrosage automatique goutte-à-goutte se faisant par petits conduits situés sous le substrat de culture entre le géotextile filtrant et le géotextile anti-racine. Voilà pourquoi le géotextile filtrant doit aussi être un géotextile absorbant. Il absorbe les gouttes d'eau pour humidifier les racines sans réduire leur oxygénation. Ce système est aussi très économe en eau, ne créant presque pas d'évaporation. Ce type de culture peut mélanger les couvre-sols, les plantes à fleurs ou à feuillage, les légumes et même de petits arbustes ou des grimpants comme la vigne vierge ou le chèvrefeuille. Le substrat d'une culture semi-extensive est généralement composé d'environ 50 % d'agrégats poreux.

#### Plantation intensive
C'est un type de culture dans des bacs pouvant faire jusqu'à 1 ou 2 mètres de profondeur. La culture intensive peut permettre la culture d'arbres tels les arbres fruitiers décoratifs ou nains. De manière générale, il est recommandé de leur poser des haubans pour résister aux grands vents. Ces systèmes devraient toujours être munis d'arrosage automatique pour assurer la survie des arbres. Le volume d'agrégats est souvent réduit à 40 % pour faire place à plus d'éléments nutritifs.

## Prospective, recherche
En France, l'Université de La Rochelle développe une activité de recherche et de développement liée à l'étude des impacts des enveloppes végétalisées (Toiture et façades végétalisées) sur les performances énergétiques et environnementales des bâtiments, sur le microclimat urbain et sur la gestion de l'eau de pluie.
En France, le CSTB a ouvert à Nantes (novembre 2010) une plate-forme de recherches et d’essais dite AQUASIM, qui simule (en condition réelle ou accélérée) le « petit cycle de l'eau » dans un système bâtiment-parcelle-environnement ; en incluant un mur végétalisable et une terrasse végétalisable de 80 m2 chacun ; Des modélisations portent notamment sur le bilan hydrique des toitures végétalisées
Les projets HOSANNA et VegDUD réalisés de 2010-2013 avec l’ANR ont permis d'étudier le rôle du végétal dans le développement durable urbain; Hosanna a permis d'observer un gain acoustique de 12 dbA grâce aux écrans végétalisés.
Les toitures végétales ou PCVH (Paroi Complexe Végétalisée Horizontales) et plus généralement les parois végétales (ou PCV) sont également développées au sein d'un partenariat Université de la Réunion/Université du Kansas (USA) dans le cadre d'une codirection de thèse. L'approche principale se faisant d'un point de vue thermique. Ces travaux de recherche s'inscrivent également dans le cadre du projet "GERRI", "d'île verte" et visent à faire de La Réunion une plateforme expérimentale grandeur nature.